# Hauterives
Pour les articles homonymes, voir Hauterive.
Hauterives est une commune française située dans le département de la Drôme, en région Auvergne-Rhône-Alpes.
La commune est particulièrement connue pour le Palais idéal, œuvre classée au titre des monuments historiques et signée par Ferdinand Cheval, simple facteur de la commune, qui l'a élaborée et construite de ses propres mains durant 33 ans entre 1879 et 1912.
Ses habitants sont dénommés les Hauterivois.

## Géographie

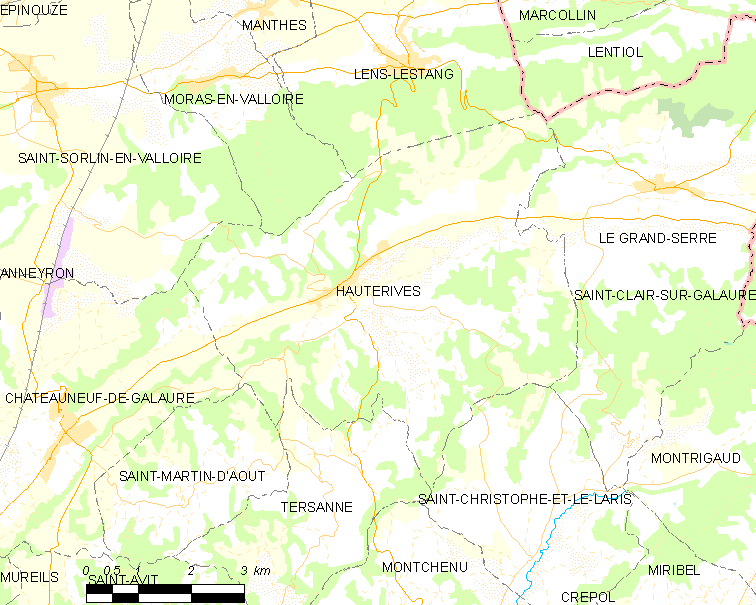
Plan de Hauterives et des communes voisines

### Localisation
La commune de Hauterives est située dans la région de la Drôme des collines, au nord du département.

Elle est distante d'environ 26 km de Romans-sur-Isère, 45 km de Valence, 70 km de Grenoble et 80 km de Lyon.

### Relief et géologie
Le village est situé entre deux collines qui forment la vallée de la Galaure.
Sites particuliers :

#### Géologie
Le territoire de Hauterives se situe à la limite occidentale de la formation argilo-caillouteuse de Chambaran-Bonnevaux.

Elle est notamment constituée de galets de quartzite patinés, d'origine alpine, pouvant atteindre une assez grande taille. Ces galets sont enveloppés dans une terre argileuse rougeâtre dépourvue de calcaire. La présence de cette argile peu perméable a favorisé le glissement des alluvions sur les pentes, rendant difficile leur délimitation.
Pour note, l'Hauterivien, roche calcaire de teinte jaune caractéristique que l'on peut trouver dans la Drôme, n'est pas lié à cette commune mais à la localité d'Hauterive en Suisse.

### Hydrographie

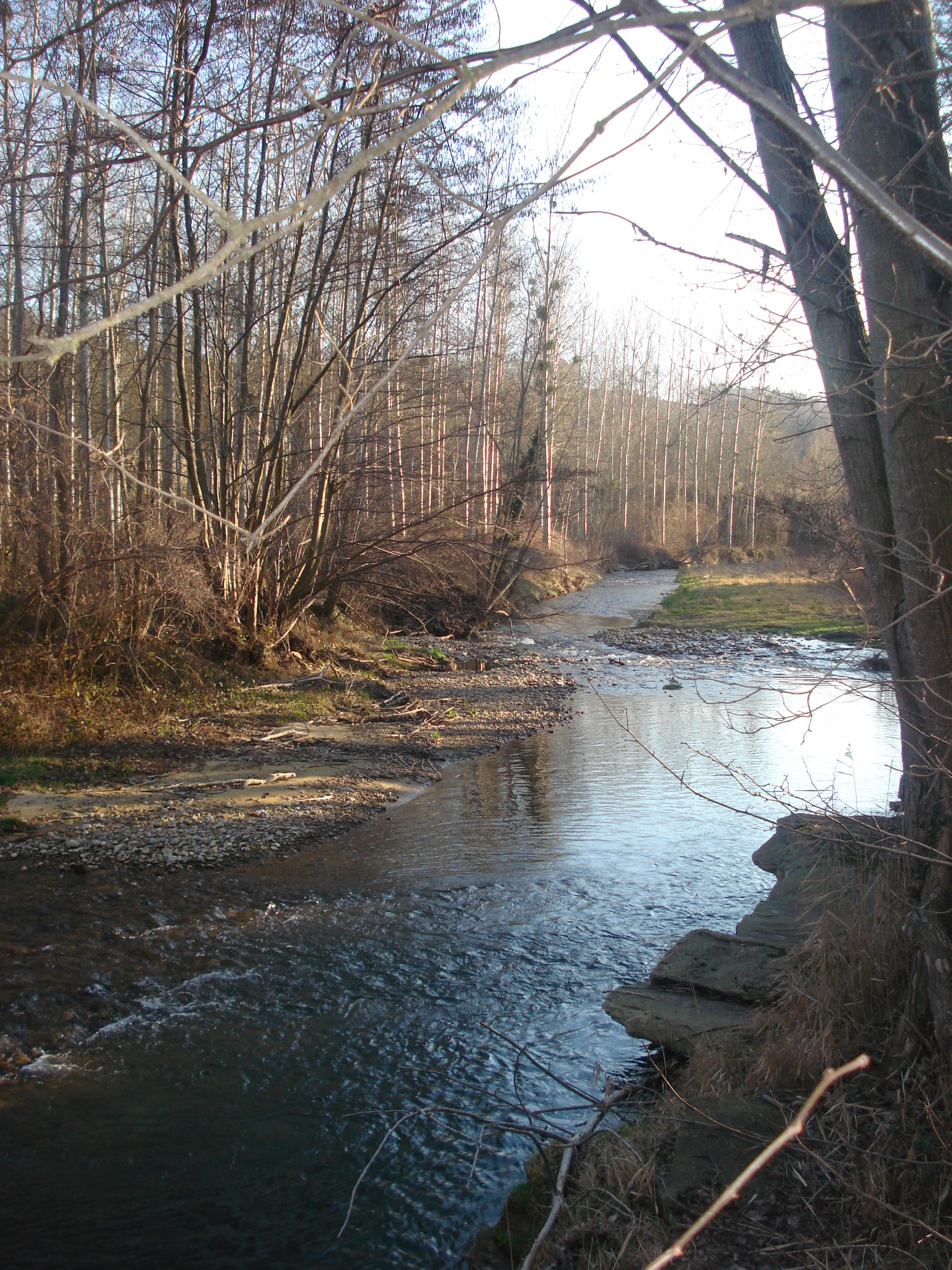
La Galaure.

La commune est traversée par la Galaure, une petite rivière provenant de la forêt de Chambaran, dans le département de l'Isère. Elle coule dans la partie centrale du territoire, au sud du bourg, non loin du Palais idéal, dans un axe est-ouest, puis conflue avec le Rhône à Saint-Vallier.
Au niveau du territoire communal, la Galaure reçoit les eaux de plusieurs petits affluents, tels que :
- le Galaveyson, d'une longueur de 17,46 km[5] ;
- le ruisseau de Bonne Combe d'une longueur de 3,2 km[6] ;
- le ruisseau de Dravey, d'une longueur de 2,86 km[7] ;
- l'Œillon, ce dernier étant un effluent du Ruisseau de Combesse[8].

### Climat
Pour des articles plus généraux, voir Climat d'Auvergne-Rhône-Alpes et Climat de la Drôme.
En 2010, le climat de la commune est de type climat méditerranéen altéré, selon une étude du CNRS s'appuyant sur une série de données couvrant la période 1971-2000. En 2020, Météo-France publie une typologie des climats de la France métropolitaine dans laquelle la commune est dans une zone de transition entre le climat de montagne et le climat méditerranéen et est dans la région climatique Moyenne vallée du Rhône, caractérisée par un bon ensoleillement en été (fraction d’insolation > 60 %), une forte amplitude thermique annuelle (4 à 20 °C), un air sec en toutes saisons, orageux en été, des vents forts (mistral), une pluviométrie élevée en automne (250 à 300 mm).
Pour la période 1971-2000, la température annuelle moyenne est de 11,5 °C, avec une amplitude thermique annuelle de 17,6 °C. Le cumul annuel moyen de précipitations est de 932 mm, avec 8,9 jours de précipitations en janvier et 6 jours en juillet. Pour la période 1991-2020, la température moyenne annuelle observée sur la station météorologique de Météo-France la plus proche, « Saint-Christophe-L_sapc »sur la commune de Saint-Christophe-et-le-Laris à 6 km à vol d'oiseau, est de 11,9 °C et le cumul annuel moyen de précipitations est de 1 004,4 mm,. Pour l'avenir, les paramètres climatiques de la commune estimés pour 2050 selon différents scénarios d'émission de gaz à effet de serre sont consultables sur un site dédié publié par Météo-France en novembre 2022.

## Urbanisme

### Typologie
Au 1er janvier 2024, Hauterives est catégorisée bourg rural, selon la nouvelle grille communale de densité à 7 niveaux définie par l'Insee en 2022.
Elle est située hors unité urbaine et hors attraction des villes,.

### Occupation des sols
L'occupation des sols de la commune, telle qu'elle ressort de la base de données européenne d’occupation biophysique des sols Corine Land Cover (CLC), est marquée par l'importance des territoires agricoles (65,9 % en 2018), en diminution par rapport à 1990 (67,5 %). La répartition détaillée en 2018 est la suivante : forêts (30,8 %), terres arables (25,3 %), prairies (24,6 %), zones agricoles hétérogènes (16 %), zones urbanisées (3,3 %). L'évolution de l’occupation des sols de la commune et de ses infrastructures peut être observée sur les différentes représentations cartographiques du territoire : la carte de Cassini (XVIIIe siècle), la carte d'état-major (1820-1866) et les cartes ou photos aériennes de l'IGN pour la période actuelle (1950 à aujourd'hui).

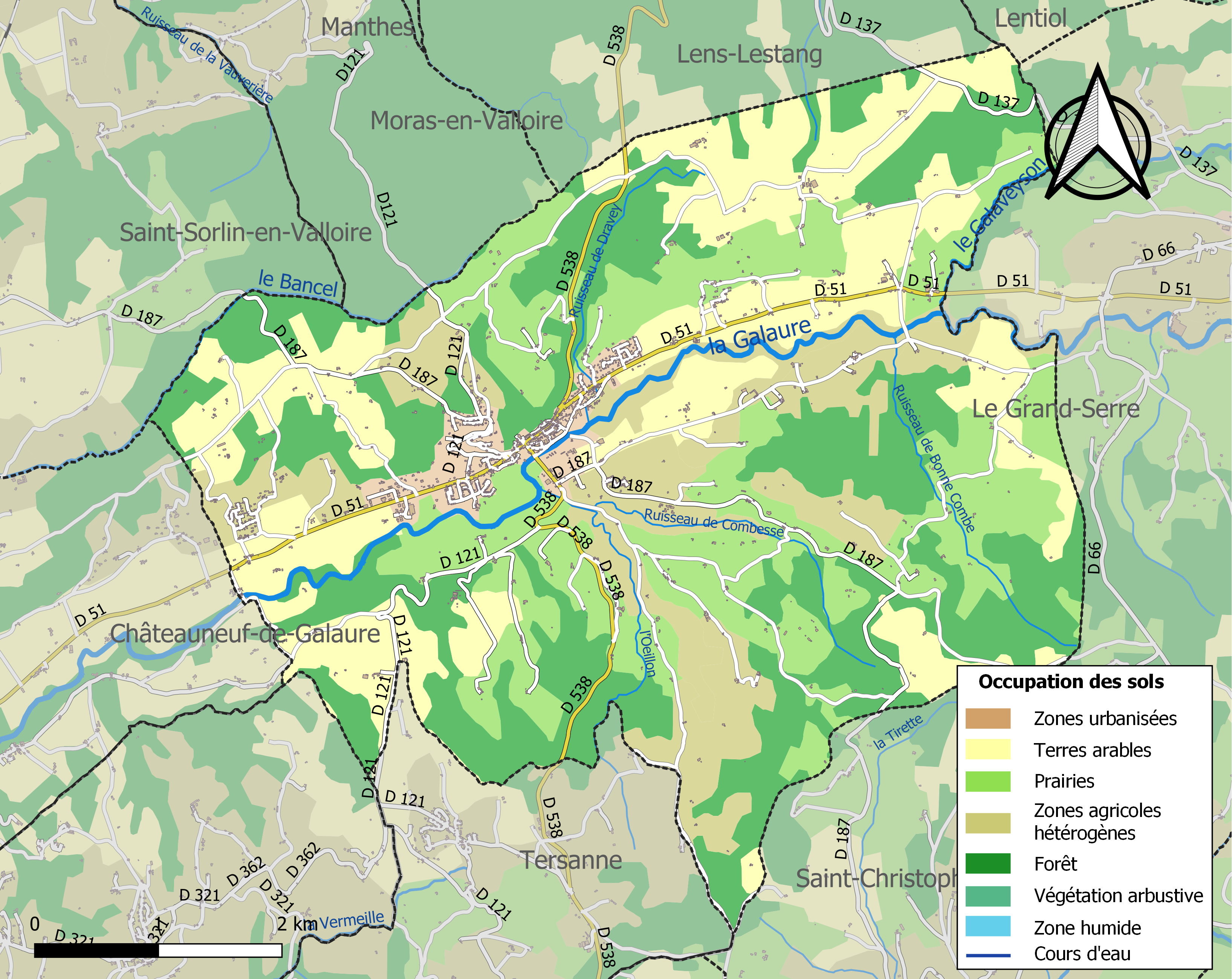
Carte des infrastructures et de l'occupation des sols de la commune en 2018 (CLC).

### Morphologie urbaine
Hauterives s'étend principalement suivant un axe est-ouest. La commune se situe entre la rive droite de la rivière La Galaure au sud et la colline au nord sur laquelle était autrefois construit le château fortifié.
L'occupation des sols est majoritairement consacrée à l'agriculture, puis aux espaces naturels qui s'étendent sur presque 40 % de la surface de la commune.
| Espace urbain construit                                                                                                   | 5,27 % (5,60)   | 162   |
| Espace agricole | 52,73 % (25,80) | 1 620 |
| Fôrets et milieux semi-naturels                                                                                           | 37,59 % (66,40) | 1 155 |
| Eaux | 0.9 % (1)       | 27    |
| Indéterminés | 3,54 % (1,30)   | 109   |
| Source : Base statistique de l'Observatoire des surfaces à l’échelle communale (OSCOM) et Diaporama de présentation OSCOM |                 |       |

#### Quartiers, hameaux et lieux-dits

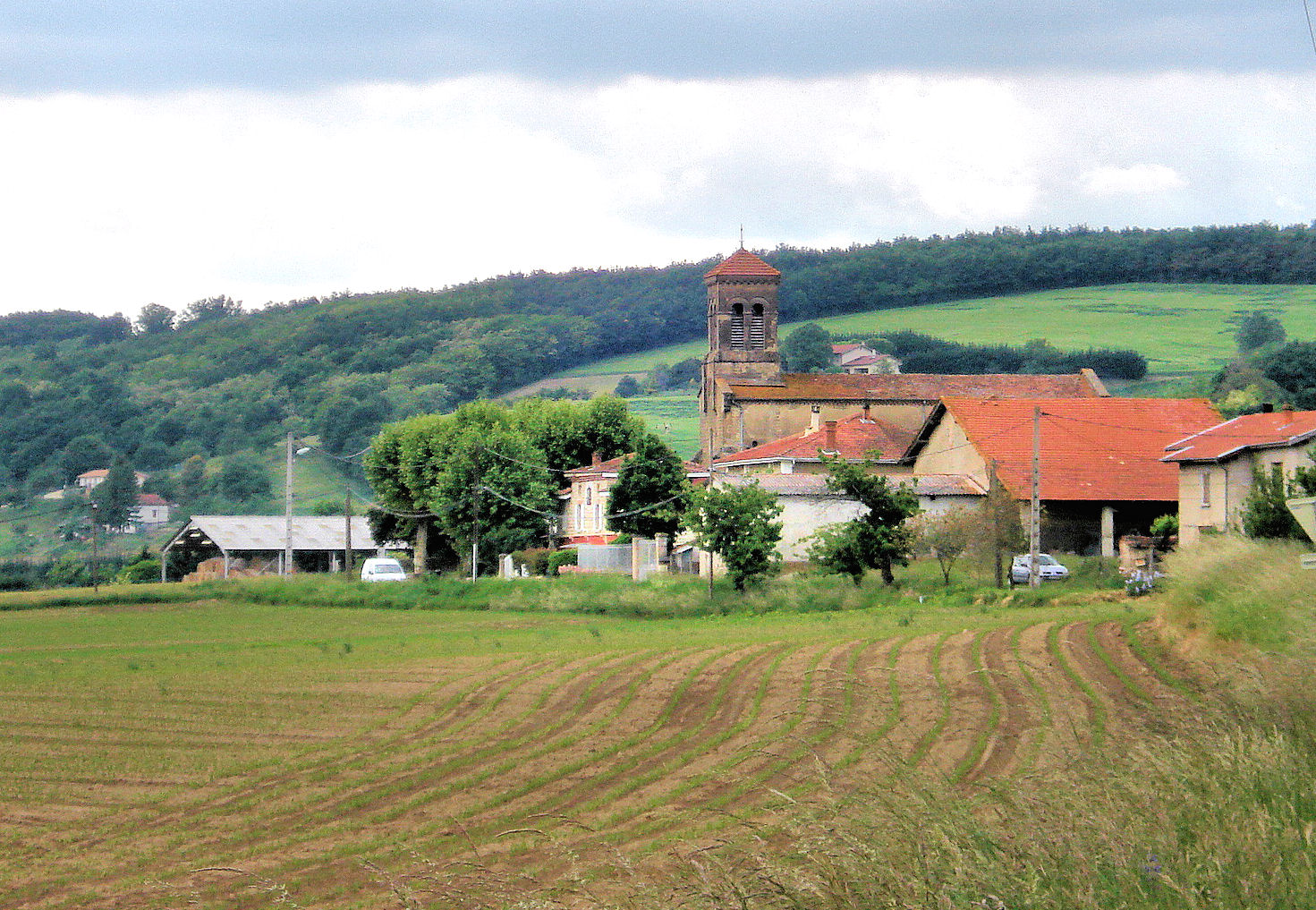
Hameau de Treigneux.

Hauterives comprend deux hameaux : Treigneux situé à environ 2,5 km vers l'ouest en direction de Châteauneuf-de-Galaure et Saint-Germain à environ 2 km vers l'est en direction du Grand-Serre.
Site Géoportail (carte IGN) :
- Ambouchet
- Bancel
- Barbotte
- Bayard
- Billaudière
- Bois Billou
- Bois de Bancel
- Bois des Rivoires
- Bois Rond
- Bonne Combe
- Champdolent
- Chandebourg
- Château de Barral
- Châtelard
- Claret
- Combe Charmet
- Combe Chourine
- Combe Claire
- Combe de la Mendicité
- Combe Meynier
- Combe Montlivier
- Combe Savoye
- Combesse
- Dravey
- Faveyron
- Ferme Levaux
- Figuet
- Fonjalle
- Fourmilière
- Galliardière
- Garennière
- Gengonnière
- Goiffieux
- la Fayardaie
- l'Aiguète
- la Massetière
- la Place
- la Seite
- le Château
- le Moulin de Treigneux
- le Noir
- le Planeau
- les Bessées (nord)
- les Bessées (sud)
- les Brosses
- les Carrières
- les Fayets
- les Fromenteaux
- les Girauds
- les Giroux
- les Gonnets
- les Gournets
- les Lombards
- les Maréchaux
- les Molières
- les Murets
- les Ouillères
- les Plans
- les Potences
- les Poteries
- les Roberts
- les Roches
- les Rollands
- les Sabots
- les Valois
- les Vignes
- Machuron
- Mantaille
- Mas des Hours
- Montlivier
- Mottinot
- Naiseau
- Pain Blanc
- Piache
- Pile
- Portalier
- Rabate
- Reguine
- Revolon
- Reynaud
- Ruthy
- Saint-Germain
- Sarasinière
- Treigneux
- Trièves
- Turpin

Anciens quartiers, hameaux et lieux-dits :
- Ambouchet est un hameau attesté en 1891[22].

### Logements
En 2014, il est recensé un total de 880 logements à Hauterives, contre 771 en 2009, soit une augmentation de plus de 14 % en cinq ans.

Entre ces deux dates, la proportion de maisons et d'appartements est restée quasiment identique, soit respectivement environ 84 % et un peu plus de 15 %.

Il y a 745 résidences principales et 79 résidences secondaires en 2014. Si le nombre de résidences principales a augmenté en valeur absolue, il représente une légère diminution relativement au total des logements (-0,7 %), ceci s'expliquant par la stagnation du nombre de résidences secondaires et une augmentation relativement importante du nombre de logements vacants qui est de 35 en 2009 pour atteindre 56 cinq ans plus tard.
| Types de logements     | 2014 | Proportion | 2009 | Proportion |
| ---------------------- | ---- | ---------- | ---- | ---------- |
| Total                  | 880  | 100 %      | 771  | 100 %      |
| Résidences principales | 745  | 84,6 %     | 658  | 85,3 %     |
| Résidences secondaires | 79   | 9 %        | 78   | 10,1 %     |
| Logements vacants      | 56   | 6,3 %      | 35   | 4,5 %      |
| Source : Insee         |      |            |      |            |

### Voies de communication et transports

#### Routes
La commune est traversée d'est en ouest par la D 51 qui longe la vallée de la Galaure de Roybon à Saint-Vallier et en son axe nord-sud par la D 538 qui est un itinéraire bis entre Vienne et Marseille.
Les sorties d'autoroute les plus proches sont situées à Chanas (environ 25 km) ou Tain-l'Hermitage (30 km) pour l'A7 et à Romans-centre (30 km) ou Saint-Marcellin (environ 37 km) pour l'A49[réf. nécessaire].
Pont et passerelle
Le pont sur la départementale 538, dit « pont de Romans » fait la liaison routière et piétonnière entre le village et la rive gauche de la rivière où sont situés la piscine, le château, les équipements sportifs, le camping et une zone d'habitations (p. 22 et 23). Un peu plus à l'est, une passerelle pour piétons permet également de rejoindre cette zone.

#### Transports en commun
La ville a mis en place un service de transports scolaires. La Société nationale des chemins de fer français assure également un service de transport TER par car (lignes 03 et 12)[réf. nécessaire].

#### Rail
À un peu plus de 20 km, la gare de Saint-Vallier-sur-Rhône située sur l'axe Avignon-Valence-Lyon permet d'accéder au réseau ferroviaire de la région Auvergne-Rhône-Alpes. À une trentaine de kilomètres au sud de Hauterives, la gare de Romans - Bourg-de-Péage dessert les destinations vers le centre ville de Valence et de Grenoble. La gare de Valence TGV située à une dizaine de minutes à l'est de Romans-sur-Isère (soit à une quarantaine de kilomètres de Hauterives), permet quant à elle d'emprunter le réseau des lignes à grande vitesse[réf. nécessaire].

### Risques naturels et technologiques

#### Risques sismiques
La commune d’Hauterives a été touchée par des tremblements de terre d’intensité VVI sur l’échelle MSK. Le séisme du 24 juin 1878 (épicentre à Anse) déplace quelques meubles dans les maisons ; le 1er janvier 1937, un tremblement de terre (épicentre à Châteauneuf-de-Galaure), plus faiblement ressenti.
La totalité du territoire de la commune de Hauterives est situé en zone de sismicité no 3, comme la plupart des communes de son secteur géographique.
| Type de zone | Niveau            | Définitions (bâtiment à risque normal) |
| ------------ | ----------------- | -------------------------------------- |
| Zone 3       | Sismicité modérée | accélération = 1,1 m/s2                |

#### Risques technologiques
La commune fait également l'objet d'un plan de prévention des risques technologiques, le PPRt Novaplex du nom de l'industriel qui opère un site de stockage de 60 000 m3 de propylène classé « Seveso seuil haut » sur la commune du Grand-Serre, en limite Est de Hauterives,.
Storengy gère des installations de stockage souterrain de gaz naturel classées « Seveso seuil haut » sans qu'elles soient, a priori, soumises à un plan de prévention des risques technologiques contrairement aux communes voisines de Tersanne, Saint Avit et Saint Martin d'Août.
Chloralp, filiale du groupe Vencorex exploite des mines de sel dans le sous-sol de la commune, ce qui nécessite l'utilisation de plusieurs centaines de milliers de mètres cubes d'eau par année.

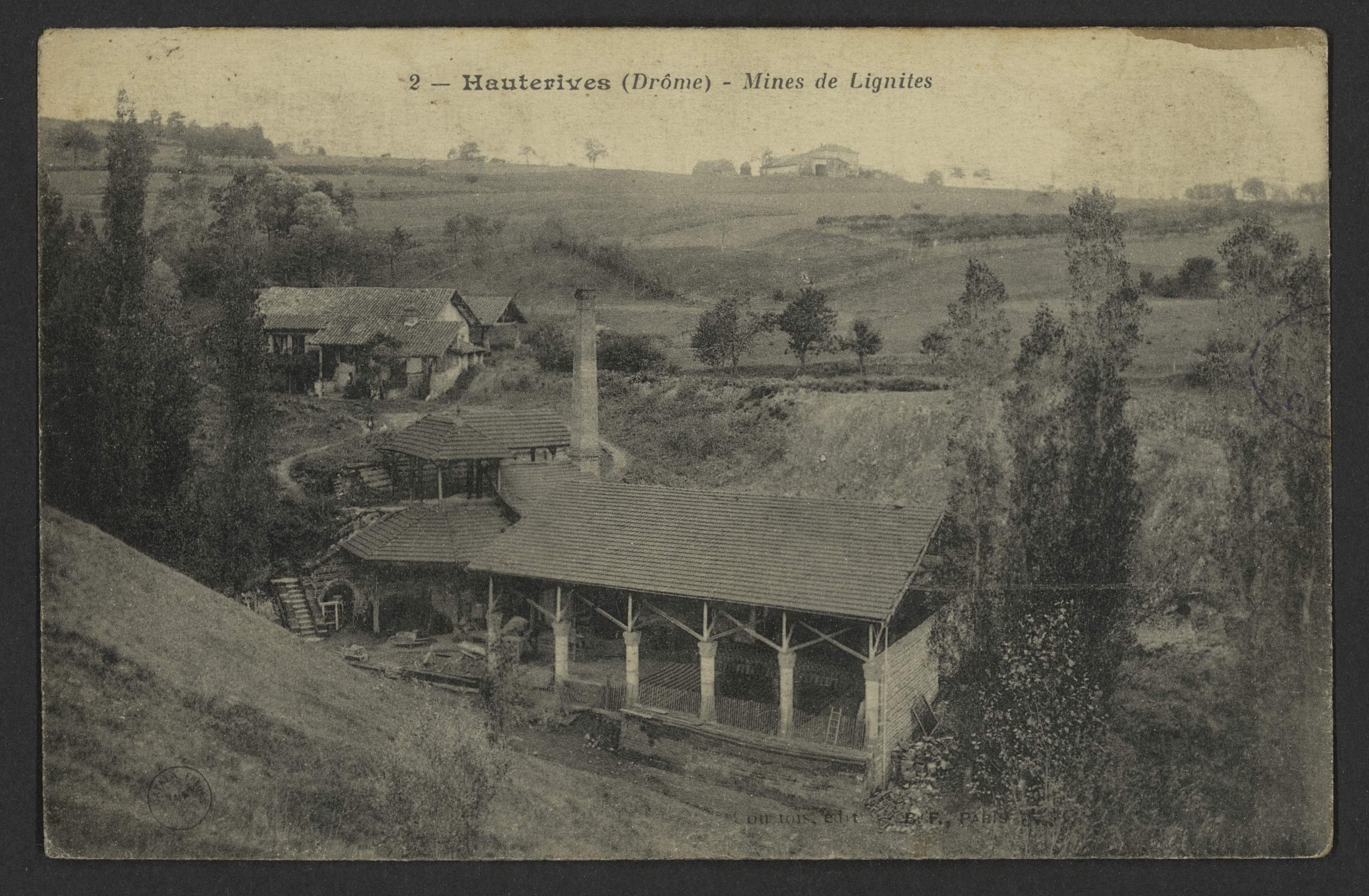
L'ancienne mine de lignite de Hauterives.

Au nord du village, le site d'une ancienne mine de lignite est sujet à des mouvements de terrain. Il est, de ce fait, déclaré zone inconstructible.

## Toponymie

### Attestations
Dictionnaire topographique du département de la Drôme :
- 1150 : mention du mandement : mandamentum de Alta Ripa (cartulaire de Romans, 323).
- 1154 : villa Sancti Martini de Acelin (cartulaire de Romans, 223).
- 1257 : castrum de Altarippa (actes capit. de Vienne, 99).
- 1298 : mention de la paroisse : capella Alte Ripe (d'Hozier).
- XIIIe siècle : mention de l'église Saint-Martin : ecclesia Sancti Martini (Lacroix, Canton du Grand-Serre, 41).
- 1321 : castrum Altæripæ (Valbonnais, II, 165).
- 1321 : mention du mandement : mandamentum Altæ Ripæ (Valbonnais, II, 167).
- 1394 : mention de l'église Saint-Martin : Sainct Martin d'Anzerin (d'Hozier).
- XIVe siècle : mention du prieuré et de la paroisse : prioratus et capella Alte Rippe (pouillé de Vienne).
- 1454 : de Altorivo (archives de la Drôme, E 2477).
- 1521 : mention de la paroisse : ecclesia Alterippe (rôle de décimes).
- 1588 : Alteripve (archives de la Drôme, E 3557).
- 1632 : Autarripve (archives de la Drôme, E 3564).
- 1788 : Auterives (alman. du Dauphiné).
- 1891 : Hauterives, commune du canton du Grand-Serre.

### Étymologie
Hauterives vient du fait de sa situation topographique puisque le village est bâti sur la terrasse de la rive droite de la rivière. En parler local, le nom de la commune est prononcé /øtaˈriva/[réf. nécessaire].

## Histoire

### Du Moyen Âge à la Révolution

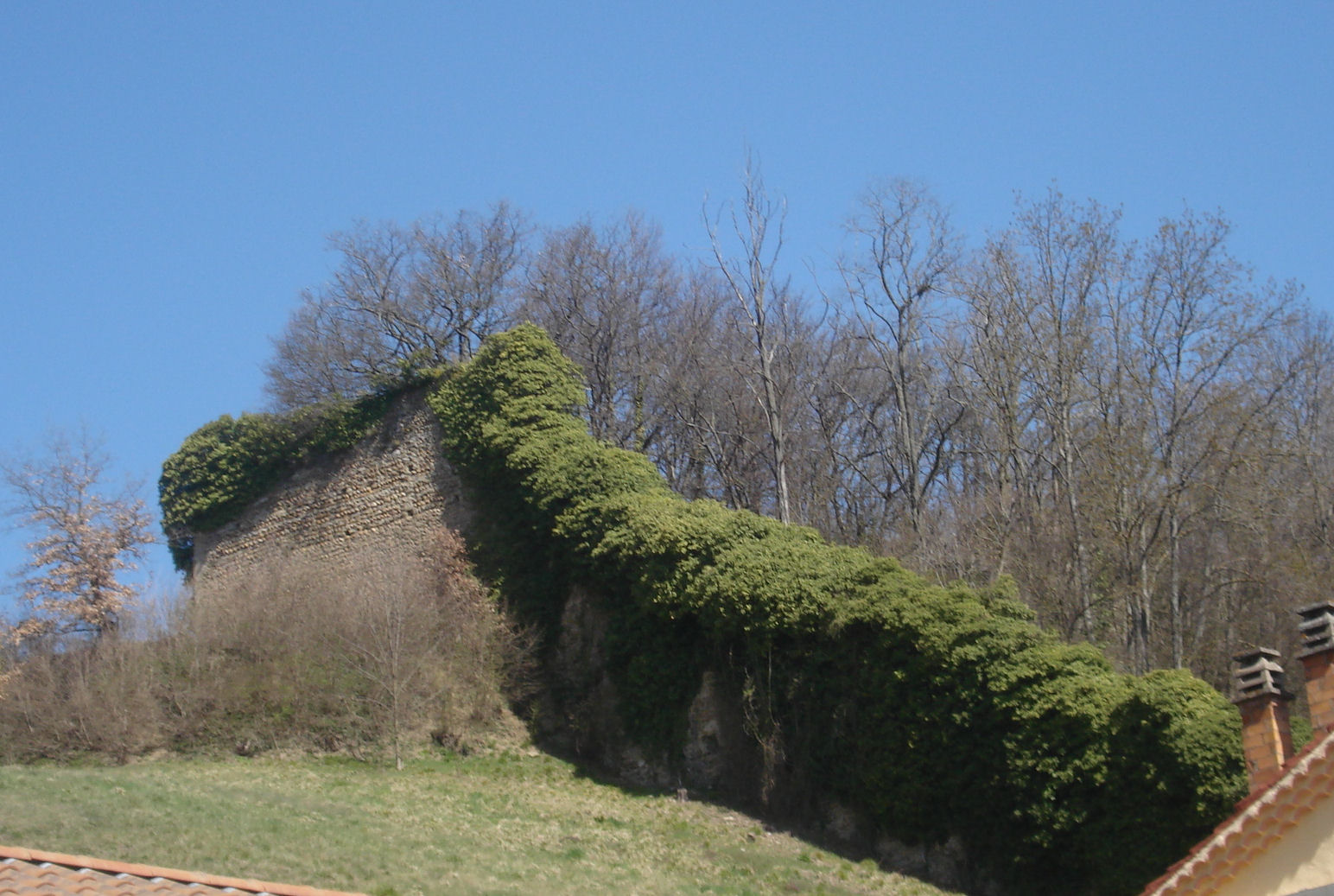
Ruines du château vieux (XIIe siècle).

Selon la légende, le comte Anselme, originaire de Mayence, et son fils Pinabel, tous deux détrousseurs de passants, habitaient le manoir. Le paladin Roland qui, guerroyant alors en Dauphiné contre les Maures, mit fin à leurs sinistres exploits après avoir investi leur repaire[réf. nécessaire].
Au début du Moyen Âge, la famille Ferlay est mentionnée parmi les très anciennes familles du mandement de Hauterives.
Au Moyen Âge, le village était fortifié ; les remparts étaient percés de quatre portes. Il ne subsiste qu'une porte ogivale.

Le village était dominé par le château féodal. La famille de Hauterives est mentionnée dès 1068[réf. nécessaire].
La seigneurie
- La seigneurie de Hauterives comprenait toute la communauté de ce nom et relevait du fief des archevêques de Vienne.
- Anciennement possédée par une famille de son nom.
- Milieu du XIIe siècle : la terre passe (par mariage) aux Clermont (Clermont-Montoison[38]).

Parmi les seigneurs, il y a Amédée de Clermont, abbé de Hautecombe, puis évêque de Lausanne (devenu saint Amédée).
- 1467 : elle est vendue aux Poisieu.
- 1514 : passe (par mariage) aux Saint-Chamond.
- 1597 : acquise par les Borel.
- 1783 : vendue aux Chastellard, derniers seigneurs.

Démographie
- 1474 : 121 familles et 786 habitants[36].
- 1760 : 250 familles et 1580 habitants[36].
- 1774 : 277 familles[36].

Le mandement de Hauterives avait la même étendue que la terre et seigneurie de ce nom.
Avant 1790, Hauterives était une communauté de l'élection et subdélégation de Romans et du bailliage de Saint-Marcellin.

Elle comprenait quatre paroisses du diocèse de Vienne : Hauterives, Tersanne, Treigneux et Saint-Germain. Dans la paroisse de Hauterives, en particulier, l'église, sous le vocable de Saint-Martin, était celle d'un prieuré de l'ordre de Saint-Benoît (dépendant de l'abbaye de Saint-Pierre de Vienne). Cependant, la collation de la cure et les dîmes appartenaient à l'archevêque diocésain.

### De la Révolution à nos jours
En 1790, Hauterives devient le chef-lieu d'un canton du district de Romans, comprenant, outre la municipalité de son nom, celle du Grand-Serre.

La réorganisation de l'an VIII (1799-1800) en fait une simple commune du canton du Grand-Serre.
1790 (démographie) : 1588 habitants.
Cette commune a compris les quatre paroisses ou sections de Hauterives, Saint-Germain, Treigneux et Tersanne, jusqu'au 16 juillet 1878, époque où cette dernière paroisse en a été distraite pour former une commune distincte du canton du Grand-Serre.
En 1869, le facteur Ferdinand Cheval est affecté à Hauterives, à une douzaine de kilomètres de son village natal, ayant la charge de la « tournée de Tersanne », une longue tournée pédestre quotidienne. Il y restera jusqu'à sa retraite et décédera dans la commune près du monument le plus célèbre de la commune, son palais idéal, le 19 août 1924.
Le 5 août 1944, le village est investi par une colonne allemande montant vers le nord. Deux résistants sont assassinés et des bâtiments incendiés.

## Politique et administration

### Tendances politiques et résultats
| Année | Candidats | % exprimés | % exprimés |
| Année | Candidats | 1er tour   | 2d tour    |
| ----- | --------- | ---------- | ---------- |
| 2012  | Sarkozy   | 28,4       | 59,6       |
| 2012  | Le Pen    | 25,6       |            |
| 2012  | Hollande  | 19,5       | 40,4       |
| 2012  | Mélenchon | 10,1       |            |
| 2017  | Le Pen    | 27,8       | 41,4       |
| 2017  | Fillon    | 23,9       |            |
| 2017  | Macron    | 20,1       | 58,6       |
| 2017  | Mélenchon | 15,3       |            |

### Liste des maires
| Période                                                                      | Période                   | Identité                            | Étiquette | Qualité                                                           |
| ---------------------------------------------------------------------------- | ------------------------- | ----------------------------------- | --------- | ----------------------------------------------------------------- |
| Les données manquantes sont à compléter. : de la Révolution au Second Empire |                           |                                     |           |                                                                   |
| 1790                                                                         | 1871                      | ?                                   |           |                                                                   |
| Les données manquantes sont à compléter. : depuis la fin du Second Empire    |                           |                                     |           |                                                                   |
| 1871                                                                         | 1874                      | ?                                   |           |                                                                   |
| 1874                                                                         | 1878                      | ?                                   |           |                                                                   |
| 1878                                                                         | 1884                      | ?                                   |           |                                                                   |
| 1884                                                                         | 1888                      | ?                                   |           |                                                                   |
| 1888                                                                         | 1892                      | ?                                   |           |                                                                   |
| 1892                                                                         | 1896                      | ?                                   |           |                                                                   |
| 1896                                                                         | 1900                      | ?                                   |           |                                                                   |
| 1900                                                                         | 1904                      | ?                                   |           |                                                                   |
| 1904                                                                         | 1908                      | ?                                   |           |                                                                   |
| 1908                                                                         | 1912                      | ?                                   |           |                                                                   |
| 1912                                                                         | 1919                      | ?                                   |           |                                                                   |
| 1919                                                                         | 1925                      | ?                                   |           |                                                                   |
| 1925                                                                         | 1929                      | ?                                   |           |                                                                   |
| 1929                                                                         | 1935                      | ?                                   |           |                                                                   |
| 1935                                                                         | 1945                      | ?                                   |           |                                                                   |
| 1945                                                                         | 1947                      | ?                                   |           |                                                                   |
| 1947                                                                         | 1953                      | ?                                   |           |                                                                   |
| 1953                                                                         | 1959                      | ?                                   |           |                                                                   |
| 1959                                                                         | 1983                      | Max Brunet                          |           |                                                                   |
| 1983                                                                         | décembre 2010             | Gabriel Biancheri                   | DVD-UMP   | député et conseiller général. Mort en fonctions                   |
| janvier 2011                                                                 | En cours (au 2 mars 2021) | Florent Brunet[source insuffisante] | UMP-LR    | ancien président de la communauté de communes des Quatre Collines |

### Politique environnementale
L'eau potable du village provient de la nappe souterraine pompée depuis le lieu-dit Dravey (code ouvrage 0126148002), environ 145 000 m3 par an.

L'assainissement collectif de Hauterives est géré par la communauté de communes Porte de DrômArdèche grâce à deux stations d'épuration ; une est située sur le territoire de la commune, avec une capacité nominale de 800 équivalent-habitants (en 2016, catégorisée comme non-conforme en performance et en équipement) ; l'autre étant située sur la commune voisine de Châteauneuf-sur-Galaure pour une capacité nominale de 300 équivalent-habitants,.
Des « îlots de propreté » ou « points d'apports volontaires » sont disséminés à plusieurs endroits du village, leur collecte étant assurée au niveau de la communauté de communes par le Syndicat Intercommunal Rhodanien de Collecte et de Traitement des Ordures Ménagères (Sirctom) qui opère aussi les déchetteries des environs, dont la plus proche est située à Châteauneuf-de-Galaure,. La valorisation des déchets est confiée au Syndicat de Traitement des déchets Ardèche Drôme (Sytrad),.
Une borne de recharge pour voiture électrique est située proche du Palais idéal.
En 2014, la commune obtient le niveau « une fleur » au concours des villes et villages fleuris.

### Finances locales
Finances locales d'Hauterives de 2000 à 2018.

## Population et société

### Démographie
L'évolution du nombre d'habitants est connue à travers les recensements de la population effectués dans la commune depuis 1793. Pour les communes de moins de 10 000 habitants, une enquête de recensement portant sur toute la population est réalisée tous les cinq ans, les populations de référence des années intermédiaires étant quant à elles estimées par interpolation ou extrapolation. Pour la commune, le premier recensement exhaustif entrant dans le cadre du nouveau dispositif a été réalisé en 2008.
En 2022, la commune comptait 1 895 habitants, en évolution de −0,26 % par rapport à 2016 (Drôme : +2,64 %, France hors Mayotte : +2,11 %).
| 1793  | 1800  | 1806  | 1821  | 1831  | 1836  | 1841  | 1846  | 1851  |
| ----- | ----- | ----- | ----- | ----- | ----- | ----- | ----- | ----- |
| 1 643 | 1 617 | 1 764 | 1 815 | 2 284 | 2 330 | 2 473 | 2 437 | 2 580 |

| 1856  | 1861  | 1866  | 1872  | 1876  | 1881  | 1886  | 1891  | 1896  |
| ----- | ----- | ----- | ----- | ----- | ----- | ----- | ----- | ----- |
| 2 506 | 2 430 | 2 542 | 2 514 | 2 522 | 1 889 | 1 830 | 1 787 | 1 848 |

| 1901  | 1906  | 1911  | 1921  | 1926  | 1931  | 1936  | 1946  | 1954  |
| ----- | ----- | ----- | ----- | ----- | ----- | ----- | ----- | ----- |
| 1 773 | 1 733 | 1 747 | 1 595 | 1 602 | 1 454 | 1 352 | 1 275 | 1 185 |

| 1962  | 1968  | 1975  | 1982  | 1990  | 1999  | 2006  | 2008  | 2013  |
| ----- | ----- | ----- | ----- | ----- | ----- | ----- | ----- | ----- |
| 1 176 | 1 123 | 1 081 | 1 096 | 1 202 | 1 333 | 1 532 | 1 584 | 1 799 |

| 2018  | 2022  | - | - | - | - | - | - | - |
| ----- | ----- | - | - | - | - | - | - | - |
| 1 891 | 1 895 | - | - | - | - | - | - | - |

### Services et équipements
- Une maison de retraite (EHPAD) de plus de soixante-deux places disposant d'une unité pour personnes atteintes de la maladie d'Alzheimer[57].
- Un centre médico-social[58].
- Un foyer d'accueil et d'hébergement pour adultes handicapés[58].

### Enseignement
La commune relève de l'académie de Grenoble.
Pour l'année scolaire 2017-2018, l'école primaire publique comprend sept classes pour 167 élèves dont 104 en classe élémentaire et 63 en maternelle, réparties sur deux écoles situées au centre du village, à proximité l'une de l'autre. L'école élémentaire Général-de-Miribel se situe près de l'église et l'école maternelle Ferdinand-Cheval, près de la Poste, accueille aussi la cantine scolaire dont les repas sont préparés par un traiteur[réf. nécessaire].
Les collèges publics et privés les plus proches se trouvent tous à 6 km de Hauterives, respectivement au Grand-Serre et à Châteauneuf-de-Galaure[réf. nécessaire].

### Santé
Plusieurs services de santé sont proposés à Hauterives : un médecin généraliste, un cabinet infirmier, un cabinet de kinésithérapeutes, des ambulanciers, une pharmacie et un vétérinaire[réf. nécessaire].
L'hôpital le plus proche se trouve à Saint-Vallier à une quinzaine de minutes ou à Romans-sur-Isère à un peu plus de trente minutes en voiture.

### Manifestations culturelles et festivités
- Une randonnée pédestre appelée « La Marche du facteur » est organisée le troisième dimanche d'avril pour découvrir les sentiers de la Drôme. En 2018, la trentième édition attire plus de 1700 randonneurs[60].
- En été, ont lieu une brocante et une soirée gourmande[réf. nécessaire].
- Plusieurs vogues se déroulent durant l'été : à Hauterives le dernier week-end d'août, à Saint-Germain en août et à Treigneux, fin juin ou début juillet[réf. nécessaire].
- Des manifestations artistiques se déroulent également à Hauterives : durant l'été, plusieurs concerts sont organisés en soirée dans le jardin du Palais idéal et chaque année, une exposition artistique (peinture, photographie ou sculpture) est présentée au château durant toute la saison, d'autres plus éphémères, dans la salle communale à proximité du Palais idéal[réf. nécessaire].
- Fête : le dernier dimanche d'août[38].

### Loisirs
- Plusieurs sentiers de randonnée à Hauterives ainsi que des labyrinthes végétaux situés à Saint-Germain (entrée payante)[61].
- Pêche[38].
- Piscine chauffée et salée[38].

### Sports

#### Équipements sportifs
La commune possède plusieurs équipements sportifs : deux courts de tennis éclairés, des terrains de football, un gymnase, un terrain de boules, une piscine avec deux bassins et une pataugeoire pour les enfants[réf. nécessaire].

#### Clubs sportifs
Plusieurs activités sportives s'exercent sur la commune : le football-club de Hauterives (Fch-Usgs), le Haute-Galaure tennis-club, le judo club, le club de basket « Hauterives basket », l'amicale-boules, le club des chasseurs : ACCA, une association de gymnastique et yoga, le CSG (club sportif galaurien) pratiquant cyclisme et course à pied hors stade, l'association des pêcheurs « truite de la Galaure » et l'association « Danse passion ». Depuis la rentrée 2014, un club de « multi-boxes » a vu le jour. Il fait partie de l’association « Hauterives multisports », les entraînements se déroulent au dojo municipal[réf. nécessaire].

### Médias
Le territoire de la commune se situe dans l'aire de diffusion de plusieurs médias :

#### Presse écrite
- Le Dauphiné libéré, quotidien régional qui consacre, chaque jour, y compris le dimanche, dans son édition de « Romans et Drôme des collines » un ou plusieurs articles à l'actualité du canton et de la commune, ainsi que des informations sur les éventuelles manifestations locales, les travaux routiers, et autres événements divers à caractère local.
- L'Agriculture Drômoise, journal d'informations agricoles et rurales, couvre l'ensemble du département de la Drôme.
- Drôme Hebdo (ancien Peuple Libre), hebdomadaire chrétien d'informations.

#### Presse audio-visuelle
La commune est située sur l'aire de diffusion de Ici Drôme Ardèche, une radio publique également diffusée sur tout le territoire du département de la Drôme et de l'Ardèche.

### Cultes
Hauterives appartient à la paroisse catholique « Saint-Joseph de la Galaure » qui regroupe les communautés de quinze communes.

## Économie

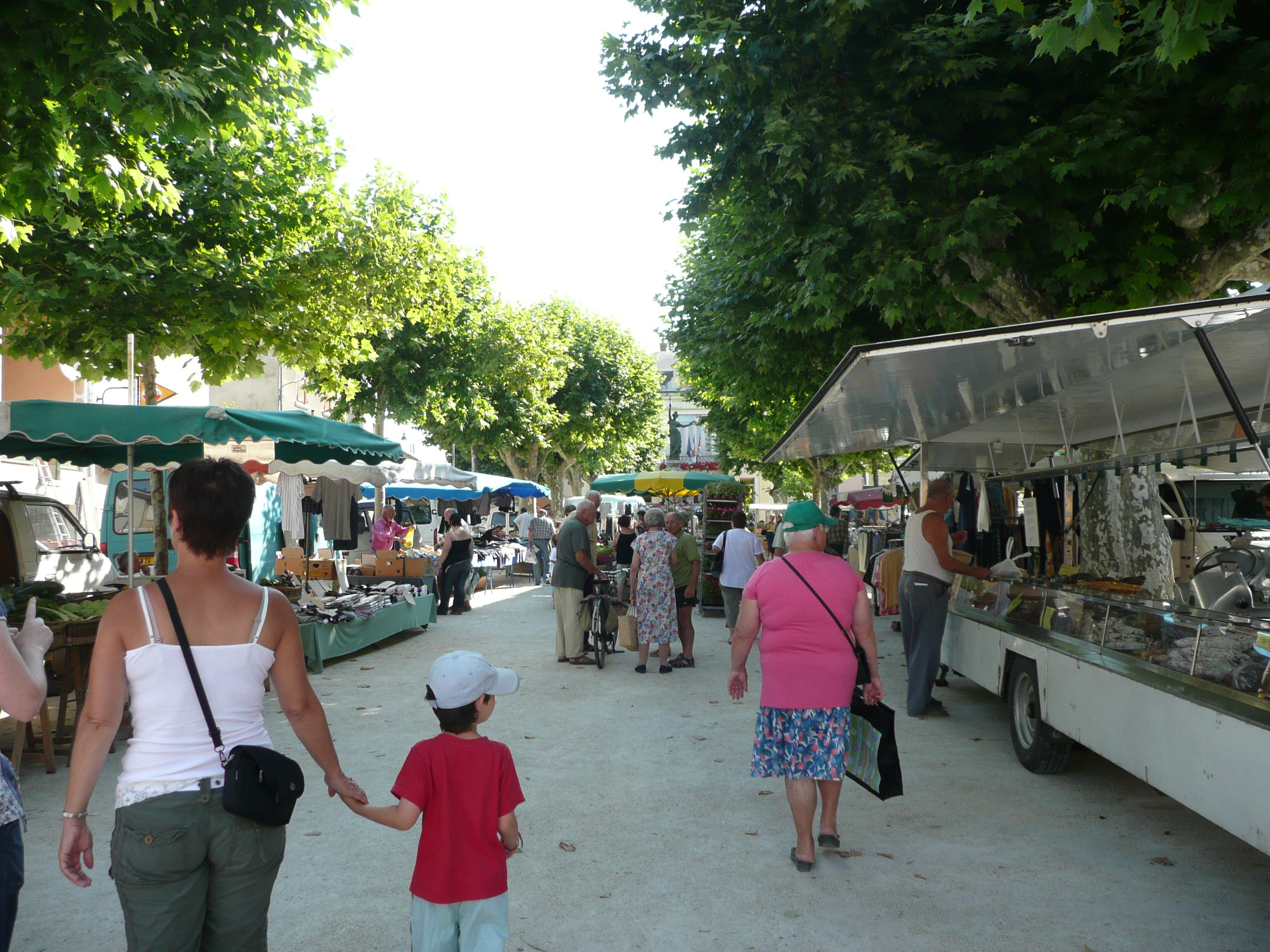
Marché communal.

### Agriculture
En 1992 :
- Pâturages (bovins, caprins), bois, céréales, vignes, vergers[38].
- Coopératives agricole, avicole, laitière, d'élevage[38].

### Commerces
Les commerces sont nombreux : des boulangeries, primeur, pizzeria, bars et restaurants, un traiteur, une librairie, une jardinerie, une boutique d'électro-ménager, un bureau de tabac, antiquaire, pressing, opticien, coiffeurs, institut de beauté, ainsi qu'une auto-école, un garagiste et concessionnaire d'une grande marque française d'automobile. Un service de grande distribution de type supermarché avec une station de carburants est également présent sur la commune[réf. nécessaire].
- Marchés et foires :
  - Le marché se tient le mardi[38], le matin, sur la place de la mairie[réf. nécessaire].
  - La foire commerciale et agricole a lieu le lundi de Pâques. Elle se déroule chaque année avec de nombreuses animations[63].
  - Un marché de Noël est organisé durant un week-end en décembre[réf. nécessaire].

### Industrie
La commune compte une zone artisanale dans la partie septentrionale de son territoire accueillant le siège ou les services de quelques entreprises, principalement locales[réf. nécessaire].
La société Vencorex, dont le siège est situé dans la région lyonnaise, exploite le sel en sous-sol qui est dirigé par saumoduc vers la plate-forme chimique du Pont-de-Claix.

### Tourisme
- Station climatique d'été[38].
- Palais idéal du facteur Cheval[65].
- Chambres d'hôtes et gîtes ; hôtel-restaurant deux étoiles ; camping trois étoiles de 150 places équipé de chalets et de mobil-homes[66].

## Culture locale et patrimoine

### Lieux et monuments

#### Châteaux
- Porte fortifiée de l'ancien château (IMH)[38].

Porte ogivale de l'enceinte du château féodal du XIIe siècle. Il ne reste que quelques ruines du château féodal envahies par les broussailles. Le château se divisait en deux parties, la plus élevée étant la citadelle. Au début du XVIIe siècle, le château menaçait de tomber en ruines, toitures et charpentes étaient en mauvais état ; il cessa d'être entretenu. Il s'est écroulé en 1650[réf. nécessaire].
- Le château dit communal (XVIIe siècle) a été construit sur la rive gauche de la Galaure par le seigneur de Hauterives plutôt que de restaurer le vieux château féodal. Il est remarquable par ses boiseries du XVIIe siècle et ses moulures en stuc du XVIIIe siècle. Ce château accueille des expositions temporaires[réf. nécessaire].
- Le château du Châtelard, situé sur la rive gauche de la Galaure, face à la colline de Saint-Germain, appartient à la famille (de) Miribel. Il laisse deviner, dans les grands arbres de son parc, ses tours coiffées en oignons de tuiles rouges sur le modèle lorrain. C'est dans ce château que le général Marie-Joseph François de Miribel est décédé. À l'origine, un certain Berlion, de la maison de Hauterives, avait pris le nom de seigneur du Chastellard en s'installant dans ce lieu dans les années 1250. Une place forte se justifiait ici au croisement de la route militaire reliant Nyons à Vienne et de la voie commerçante vers l'Italie depuis Saint-Vallier. Un nouveau château y fut édifié en 1460. Il en subsiste quelques tours marquées des armes de la maison. En 1750, François de Chastellard le démolit et construit la maison forte actuelle. Sa dernière héritière, mademoiselle de Valory de Chastellard, épousa le comte Arthus de Miribel. Elle était la mère du général Marie-Joseph François de Miribel[réf. nécessaire].
- Le château de Barral[38] est une ancienne maison forte restaurée au XIXe siècle[réf. nécessaire].

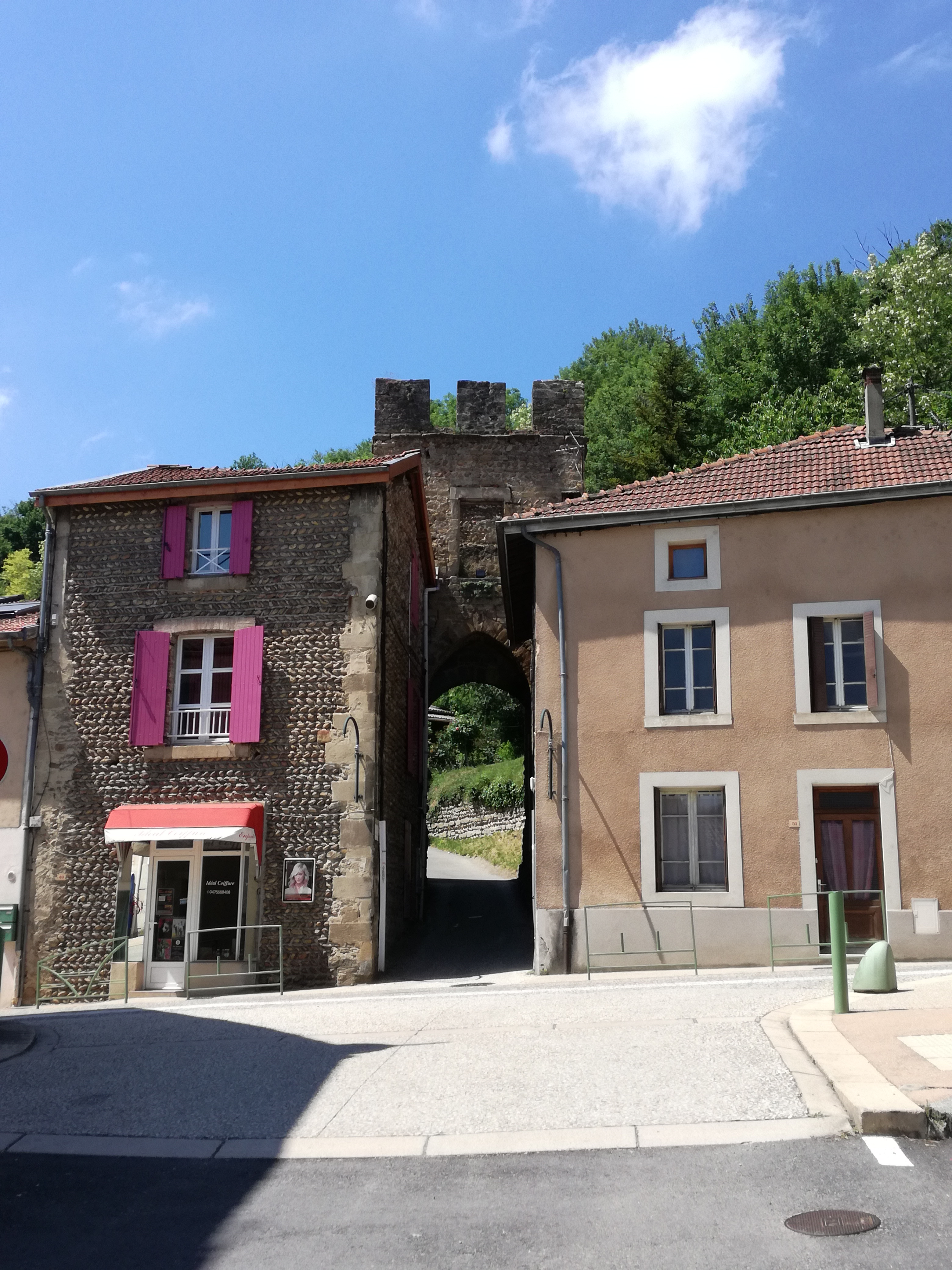
Porte médiévale.
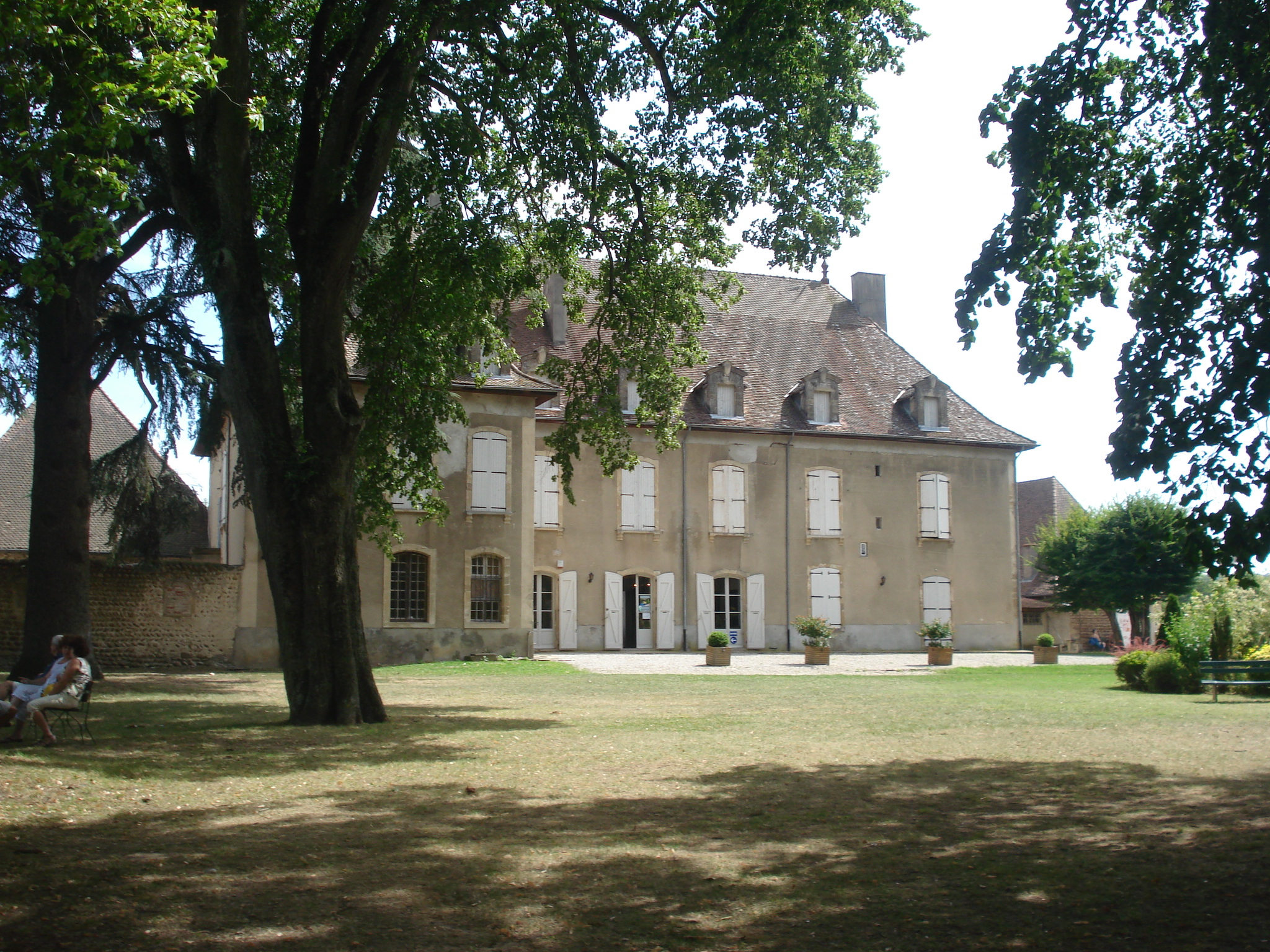
Château communal (inscrit MH 1926).
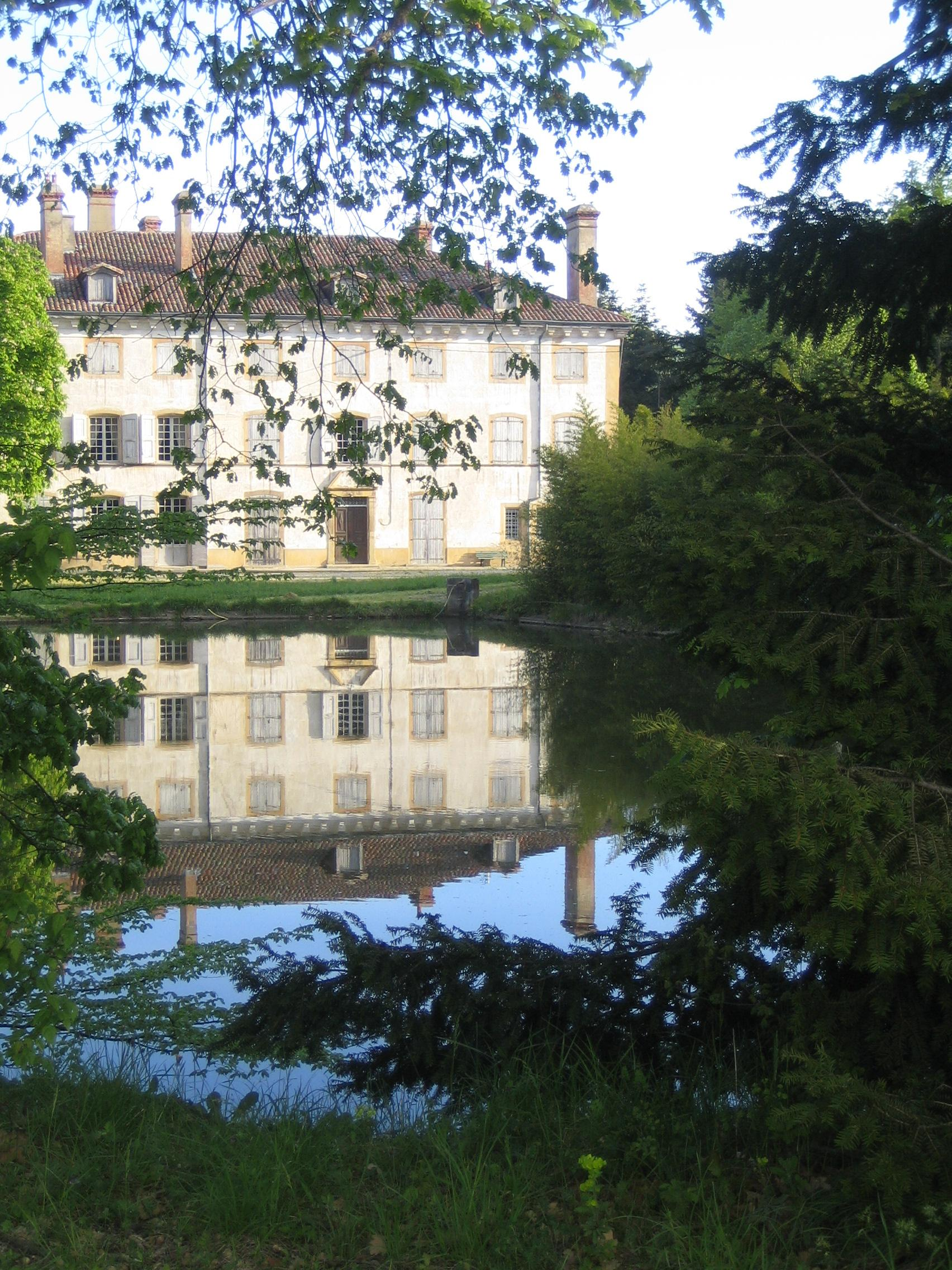
Château du Châtelard.
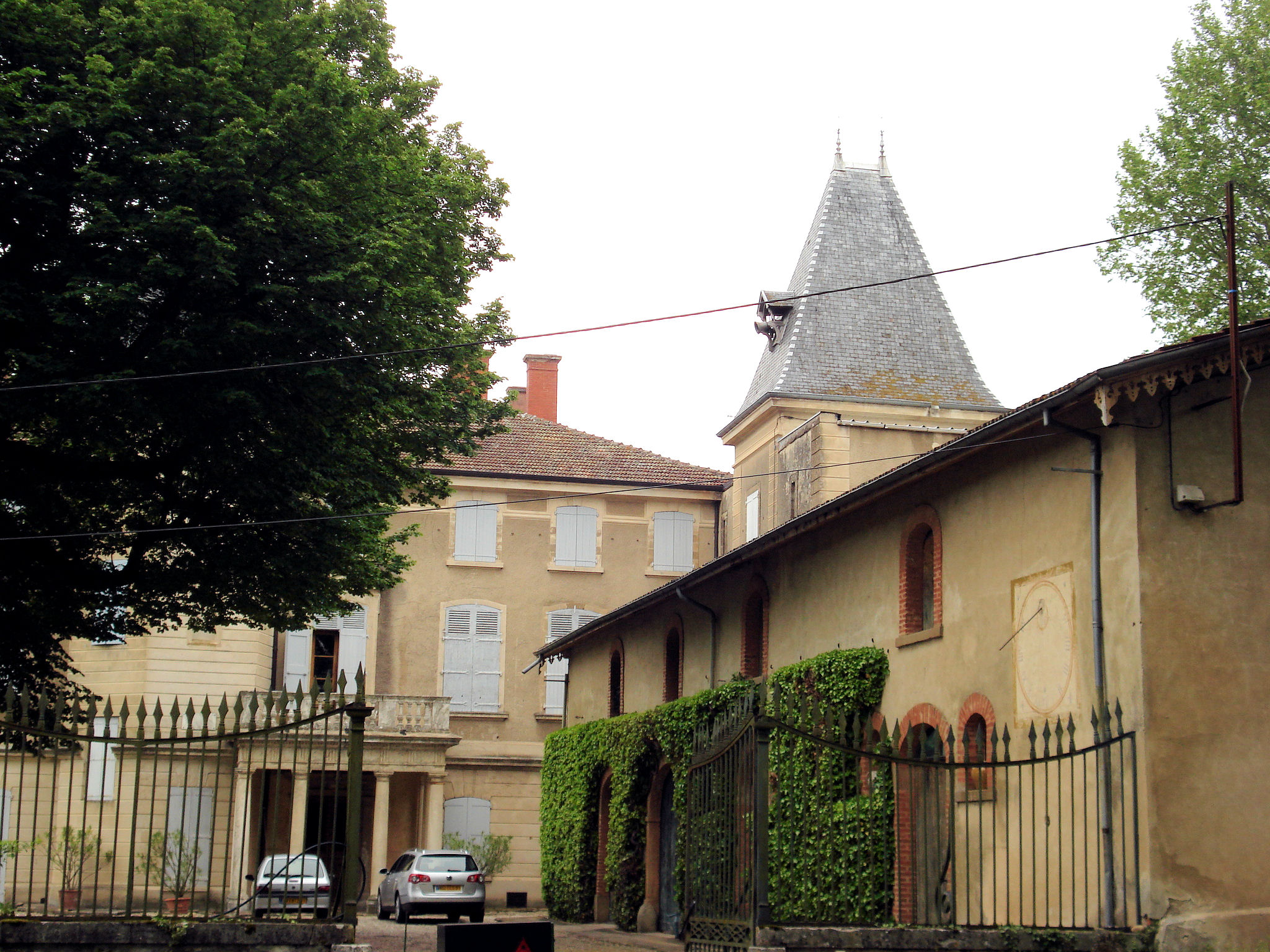
Château de Barral.

#### Monuments religieux

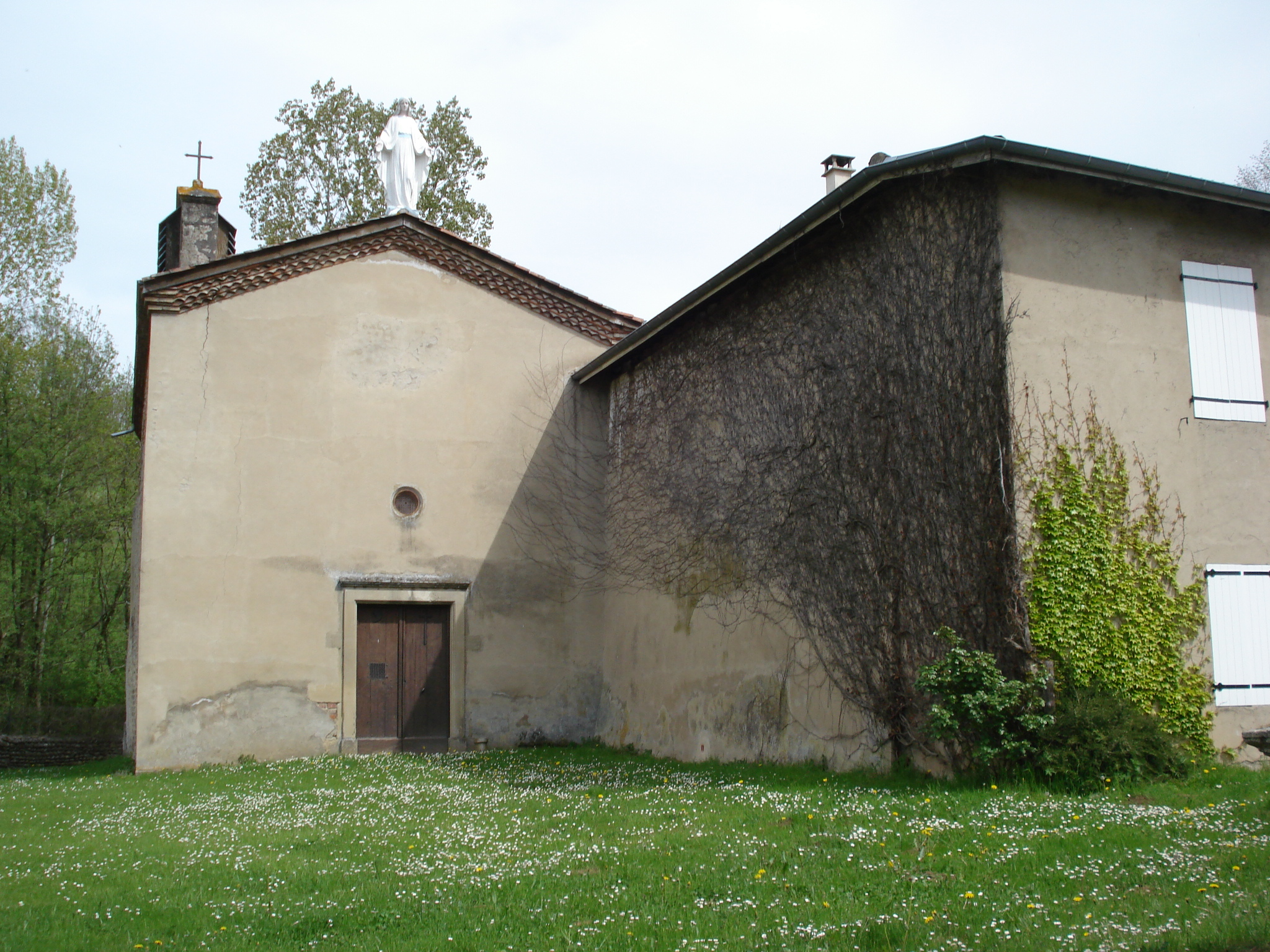
Notre Dame de Bonnecombe.

- Il ne reste rien de l'ancienne chapelle de Hauterives du XIIe siècle qui était située près du cimetière. Pour la remplacer, l'église Saint-Martin actuelle a été construite au XIXe siècle[réf. nécessaire].
- Deux autres églises se situent dans les hameaux voisins : l'église Saint-Antoine de Treigneux, l'église Saint-Roch de Saint-Germain, et l'église Saint-Germain d'Hauterives[38].

Au milieu du XIIe siècle, Notre-Dame de Bonnecombe était un prieuré de l'ordre de Saint Ruf. Au XVIe siècle, les religieux en furent chassés par les guerres de Religion et les bâtiments tombèrent en ruines.

Vers 1690, monsieur Bret, prieur de Saint-Vallier et de Sarras reconstruit Bonnecombe. Pendant plusieurs années, les moines cordeliers de Charrière vinrent y célébrer des messes.

À la Révolution, terres et bâtiments sont vendus. La chapelle devient la propriété de la famille Revol. Une partie est démolie et le reste transformé en bâtiment agricole. En 1851, leurs descendants cèdent la chapelle à une société qui s'engage à la reconstruire. En 1855, le nouveau sanctuaire est béni. La chapelle est surnommée « Notre-Dame-des-Mères » car la légende veut que, près de la chapelle, coule une source où les femmes gauloises atteintes de stérilité venaient s'abreuver afin d'assurer leur descendance. Un pèlerinage a lieu tous les ans en septembre et les pèlerins boivent l'eau de cette source[réf. nécessaire].

#### Architecture
Les maisons anciennes dont les murs sont en arêtes de poisson sont construites avec les galets de la Galaure. On trouve également de nombreuses maisons en pisé.

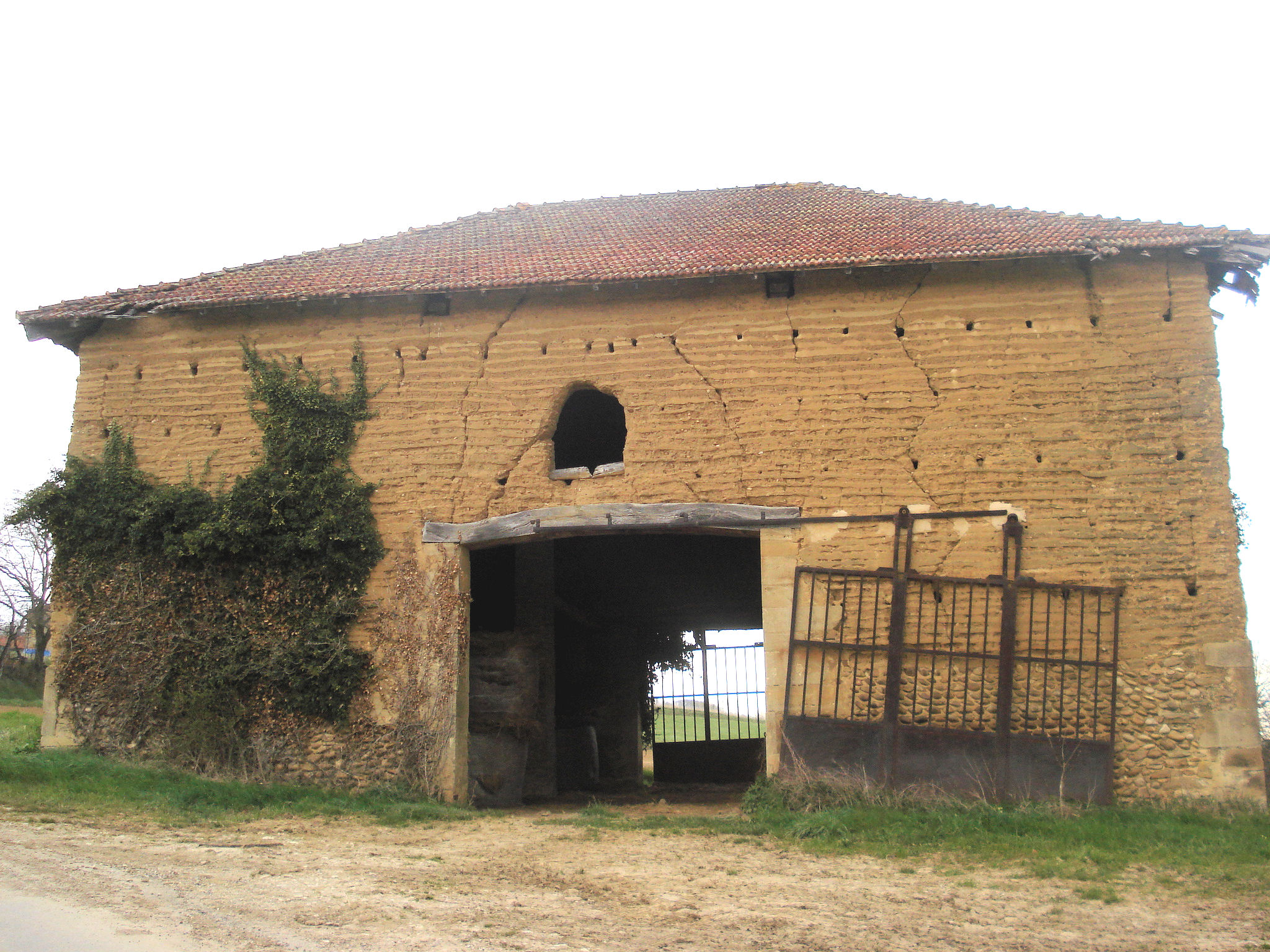
Grange en pisé à Treigneux, lieu-dit de la commune de Hauterives.
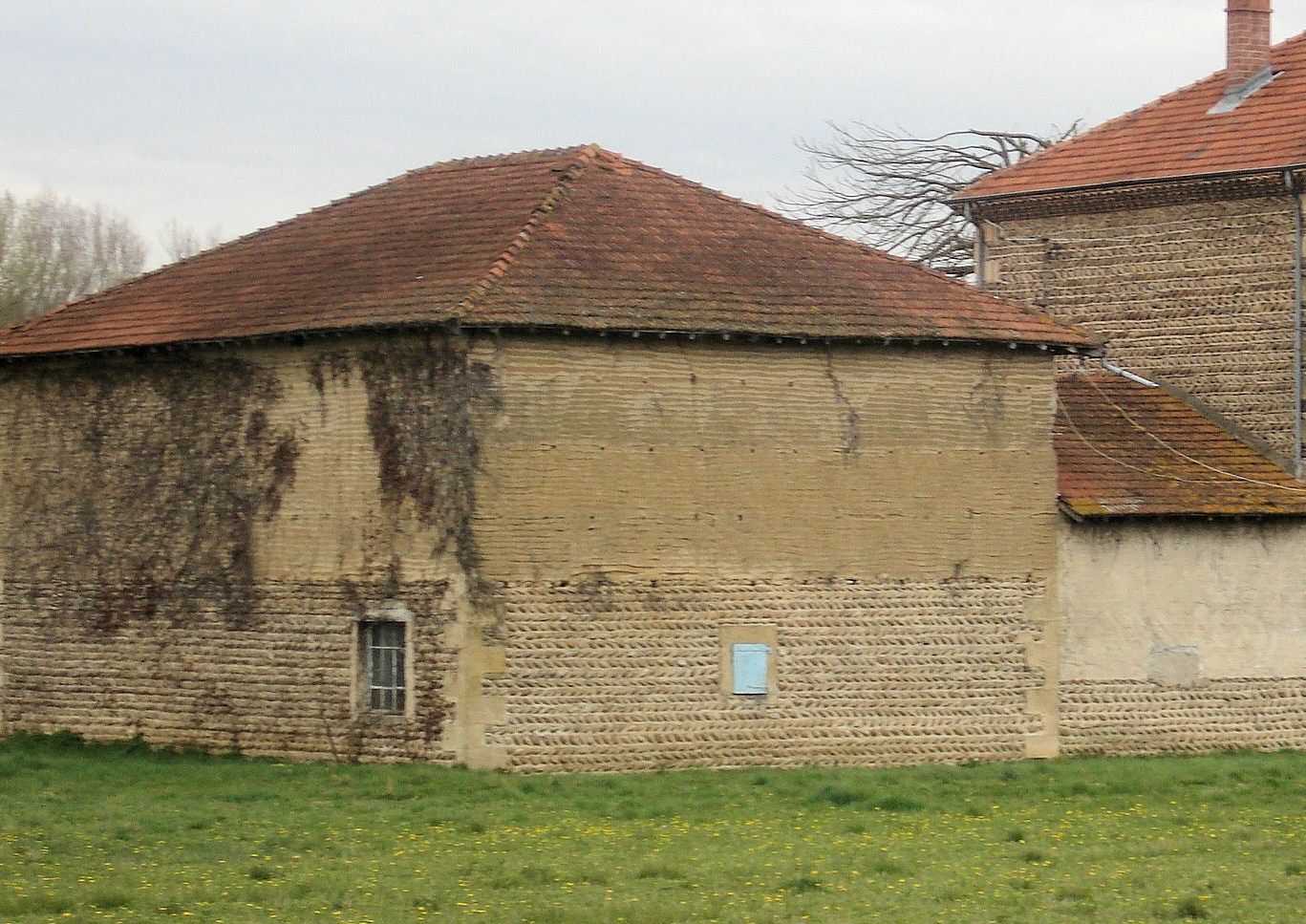
Maison en galets et en pisé.
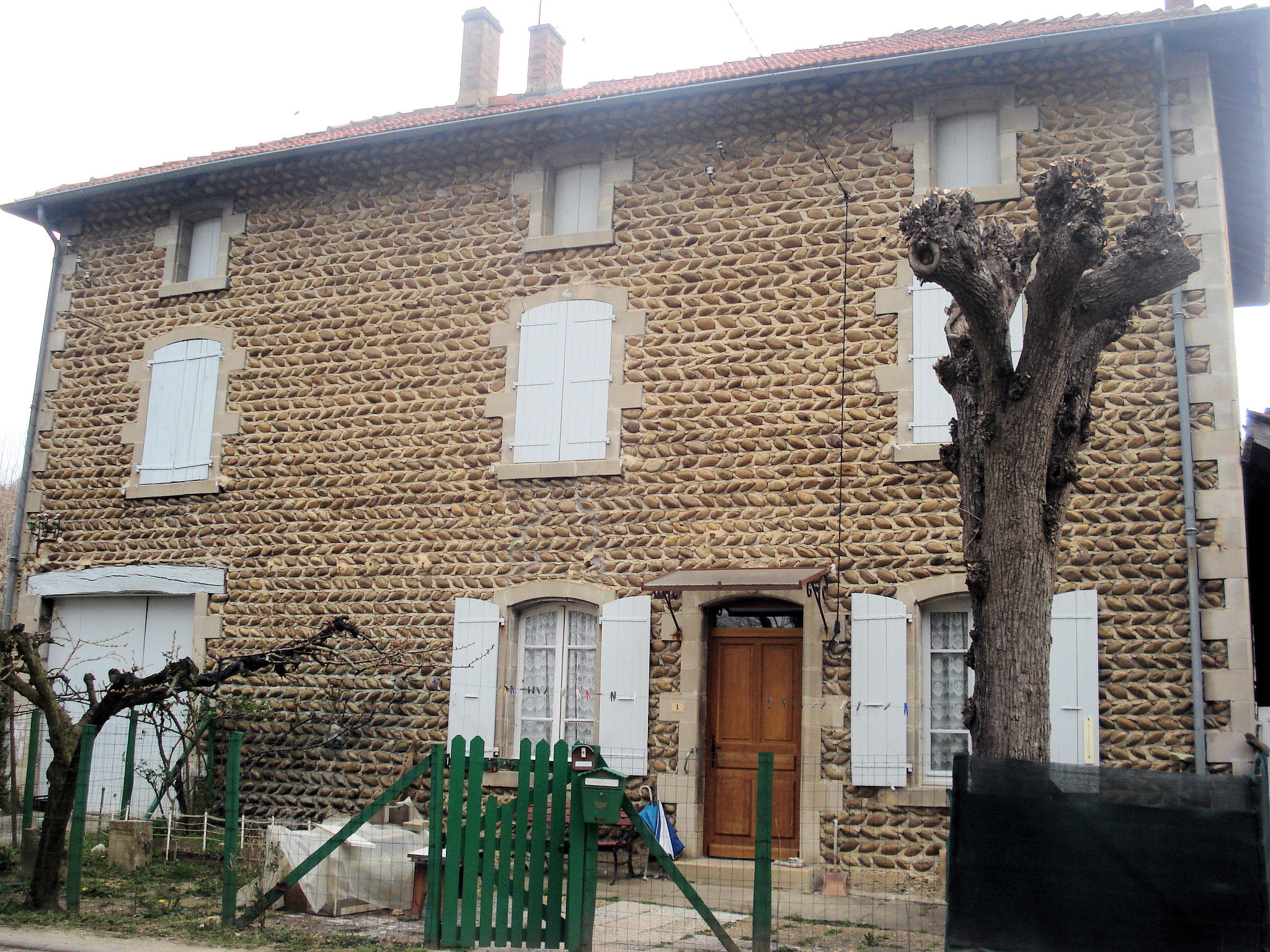
Maison en galets au centre de Hauterives.
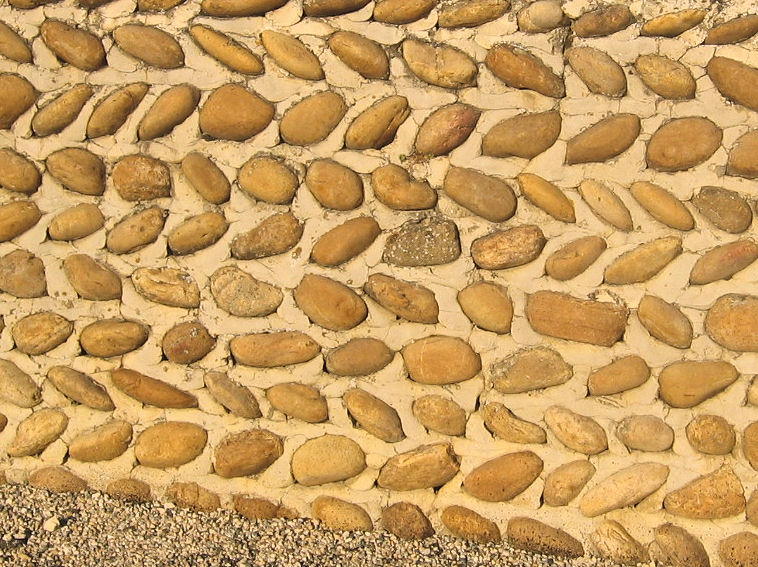
Mur en arêtes de poissons à Hauterives.

#### Les œuvres du Facteur Cheval
Trois constructions ont été réalisées par le facteur Ferdinand Cheval ; elles sont classées ou inscrites au titre des monuments historiques :
- « Le Palais idéal » :

Cette étonnante construction a été élevée entre 1879 et 1912 avec les pierres qu'il ramassait lors de ses tournées. Fruit du long labeur d'un seul homme, ce monument est une curiosité de l'art naïf (Surréalisme naïf). Il est classé monument historique depuis 1969. L'édifice et son domaine sont la propriété de la commune.
- « Le tombeau du silence et du repos sans fin » :

Cette sépulture a été édifiée entre 1914 et 1922 par Ferdinand Cheval déçu de ne pas pouvoir être inhumé dans l'enceinte de sa première œuvre. Il y repose avec d'autres membres de sa famille. La tombe est située dans le cimetière de la ville, à proximité de l'entrée principale (IMH).
- La Villa Alicius : cette maison, construite puis occupée par Ferdinand Cheval lors de sa retraite, est située à côté de son « Palais Idéal »[68].

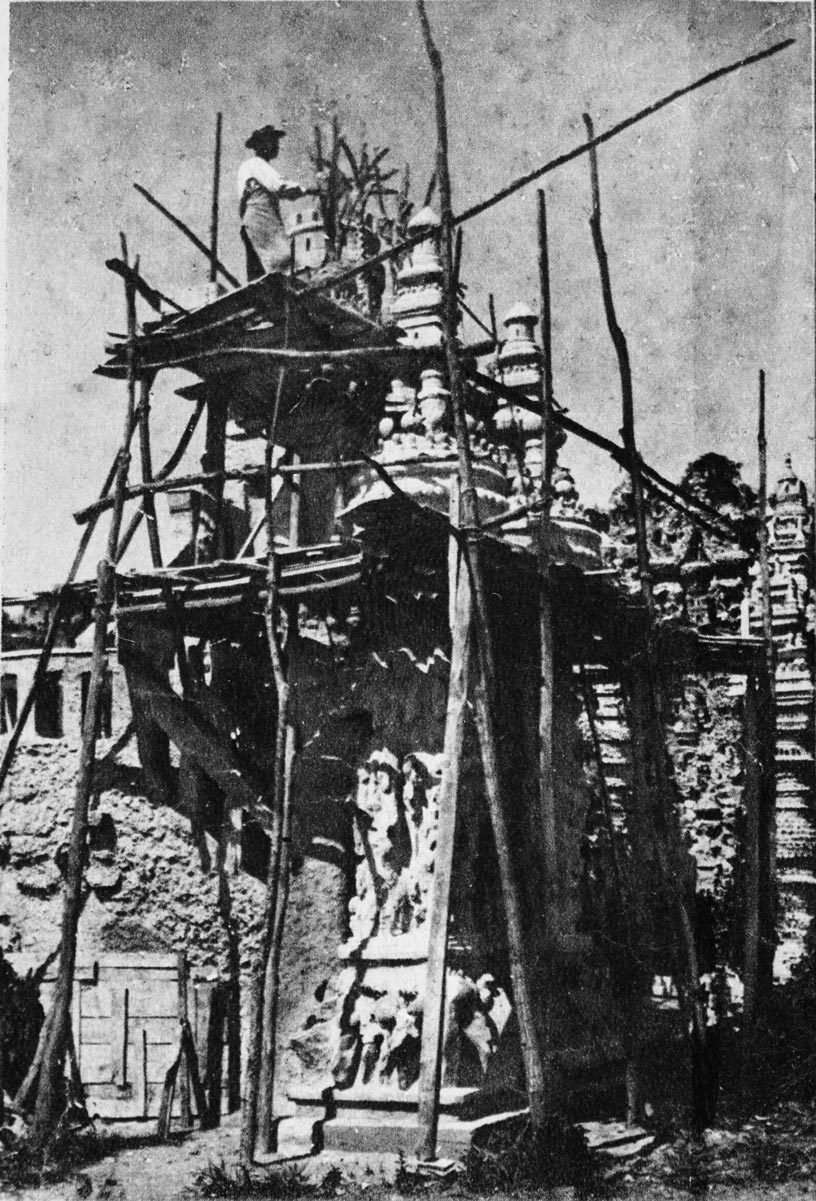
Ferdinand Cheval en pleine créativité artistique en janvier 1890.
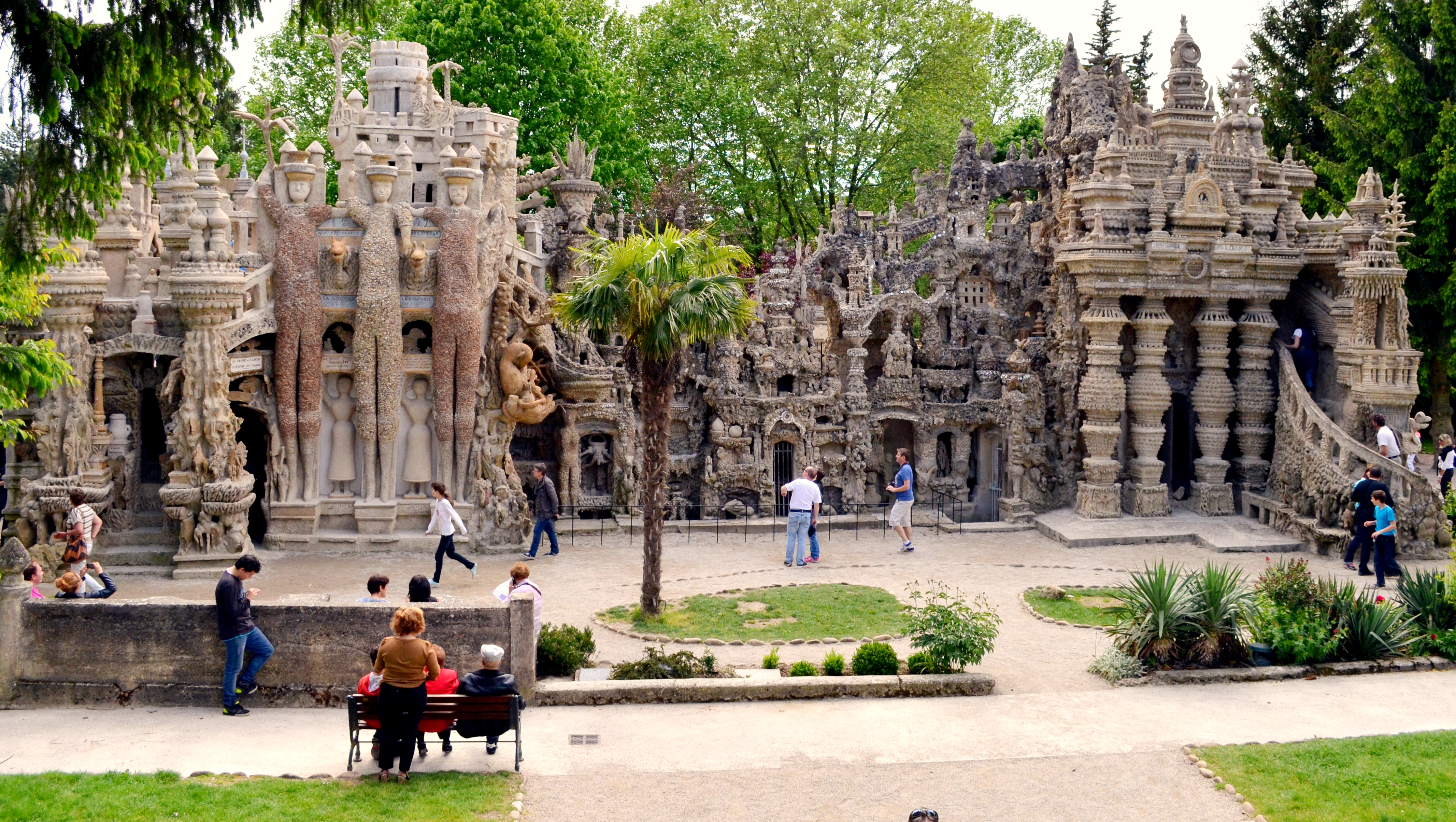
Le Palais idéal.
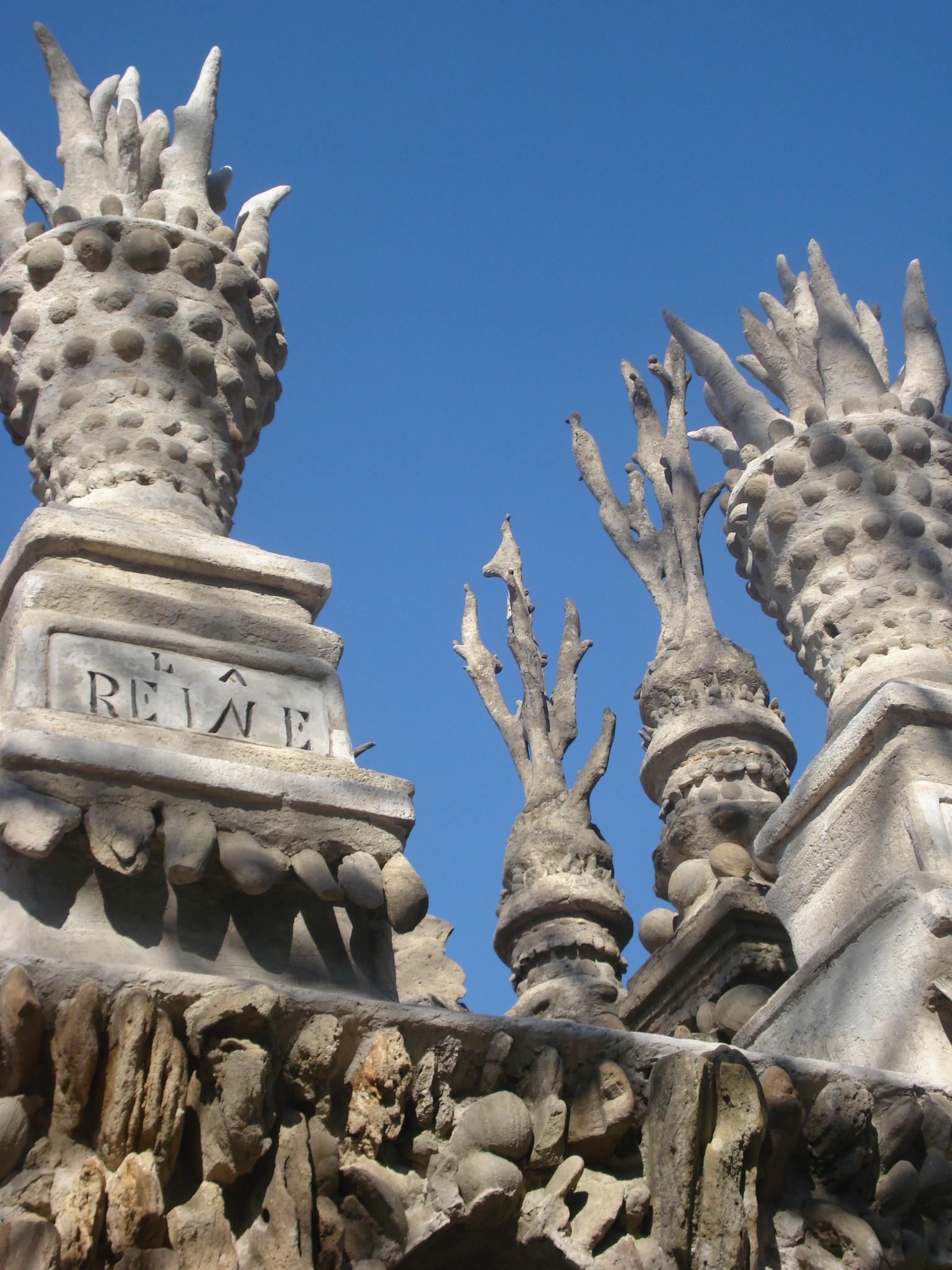
Détail du palais idéal du facteur Cheval.
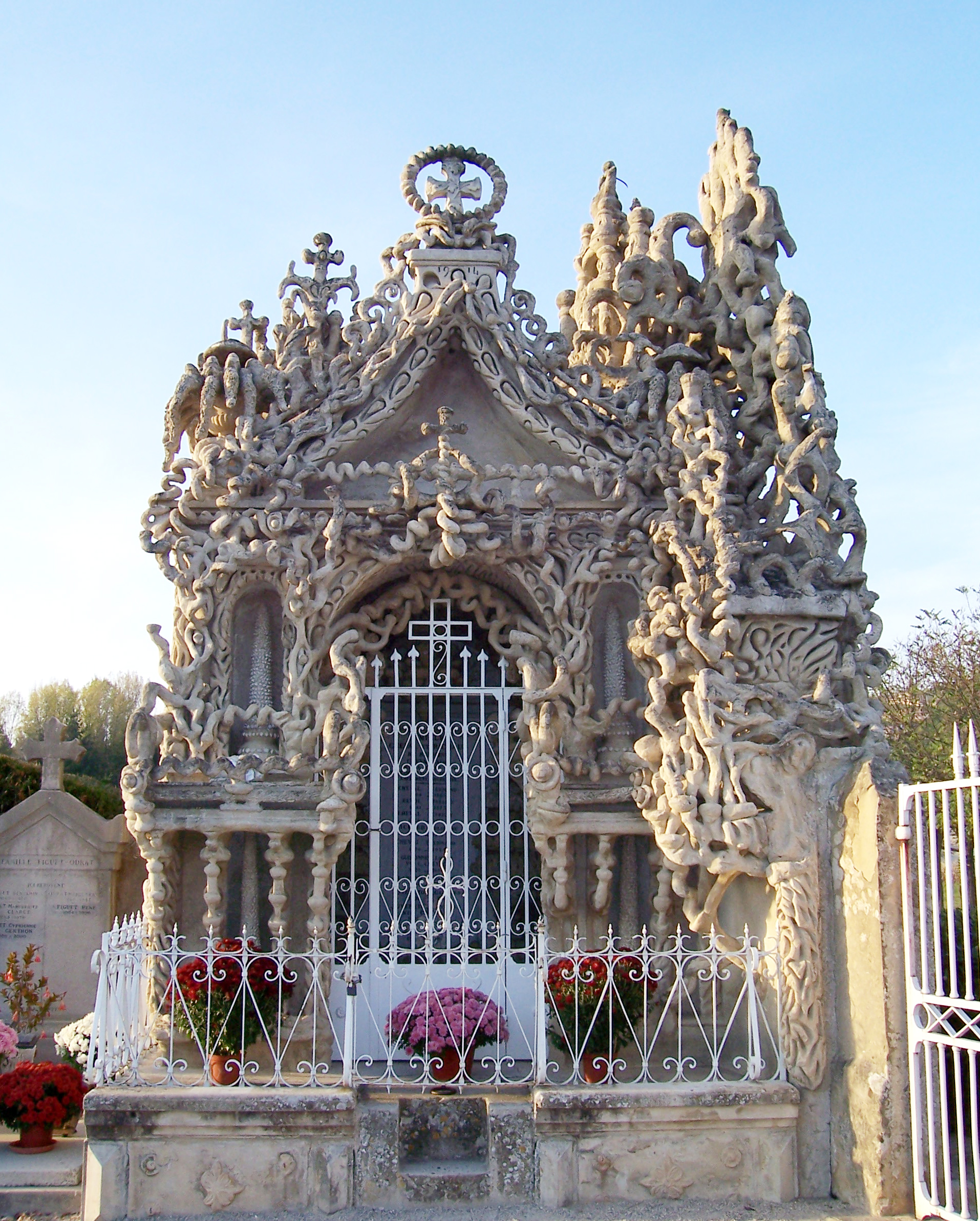
Tombeau du facteur Cheval.
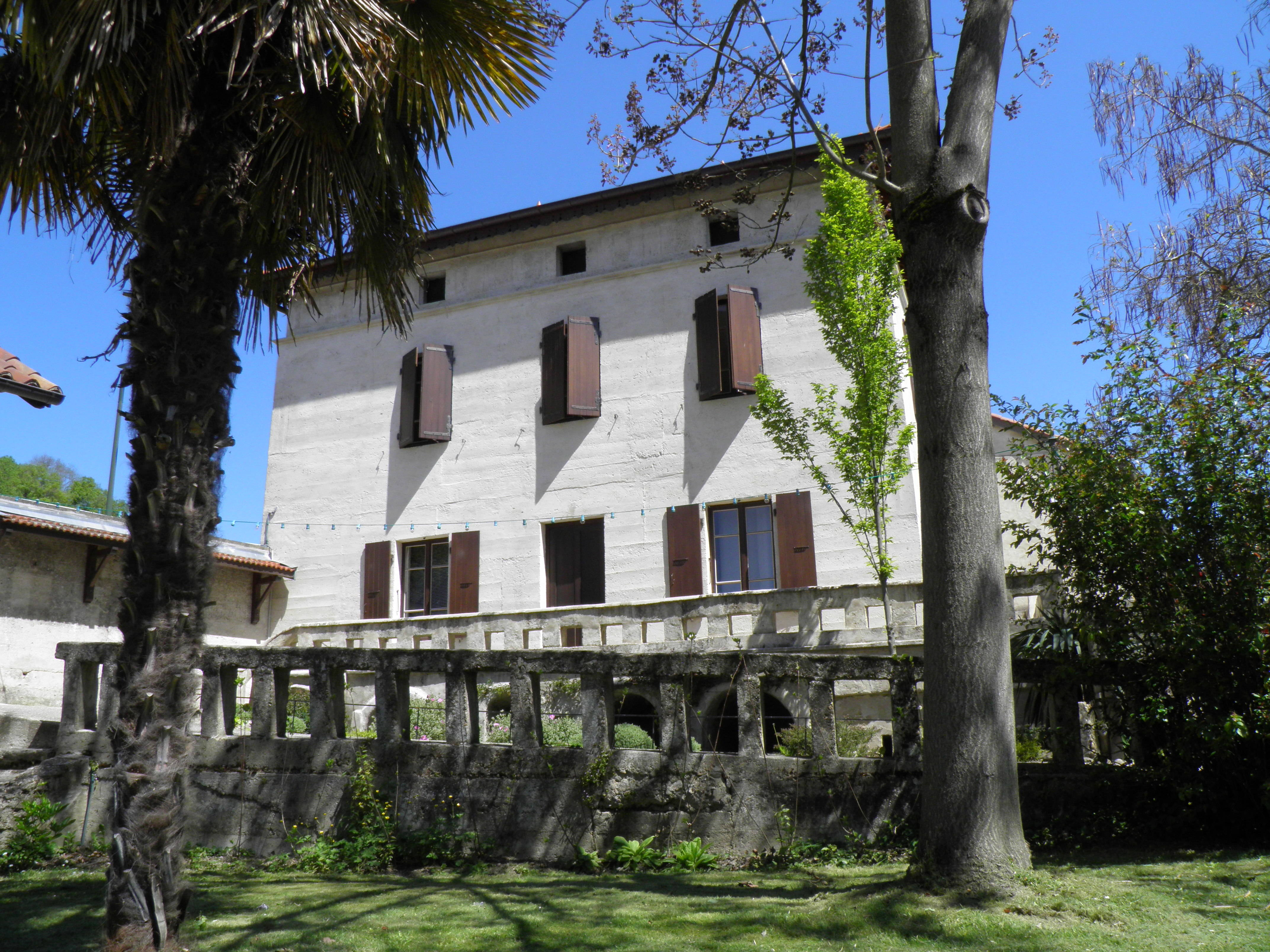
Villa Alicius.

### Patrimoine culturel
La bibliothèque « Facteur-livres » est située dans la rue principale en face de la poste. Elle est ouverte le mardi de 9 h à 11 h, le jeudi de 18 h à 20 h et le vendredi de 16 h à 17 h 30. Des boites à livres ou « boites à lire » sont disposées à plusieurs endroits du village, permettant d'emprunter ou de déposer des livres librement.
Il existe aussi une école de musique, la chorale « Le chœur des collines », une troupe de théâtre nommée « la Brouette », l'association « Les amis du Cèdre » qui regroupe des personnes retraitées, l'association « Arts pour tous » ainsi que l'atelier « soie et vannerie »[réf. nécessaire].

### Patrimoine naturel
- Rives de la Galaure[38].
- Vallée pittoresque[38].

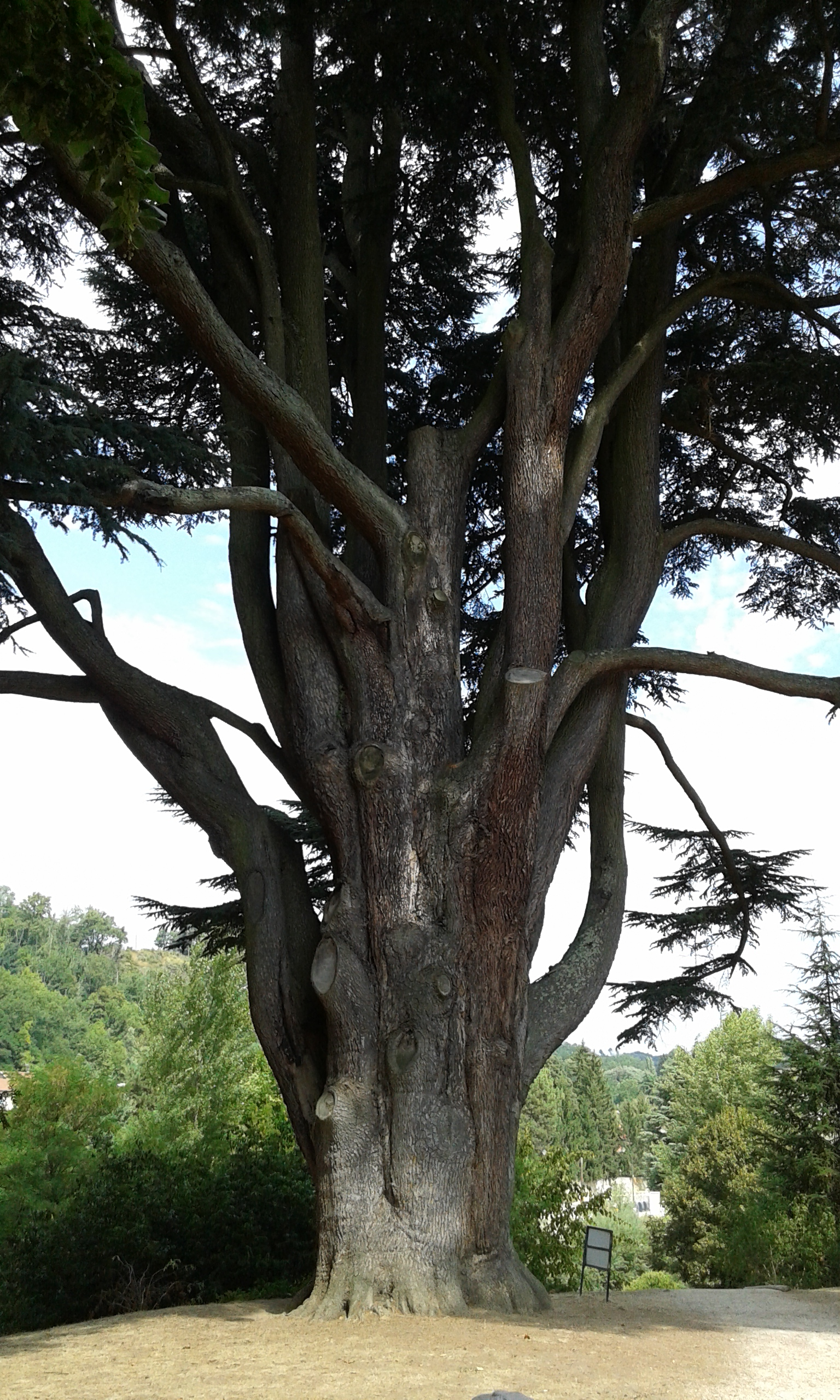
Cèdre du Liban du parc du château de Hauterives.

Hauterives est un village botanique membre des « Villages botaniques de la Drôme ». À l'initiative de la mairie de Hauterives, un circuit botanique est développé sur le thème des plantes fantastiques. Les communes d'Albon, Barnave, Chabrillan, Châtillon-en-Diois, Grignan, Manas, Mirmande, Montélier et Montvendre sont aussi membres des « Villages botaniques de la Drôme ».
Devant la façade nord du château communal, un cèdre du Liban planté sous Henri IV, dans la seconde moitié du XVIe siècle, est possiblement l'un des plus anciens de France. Sa cime dépasse trente mètres pour un tronc mesurant 8 m de circonférence à 1,30 m du sol (en 1986).

### Personnalités liées à la commune

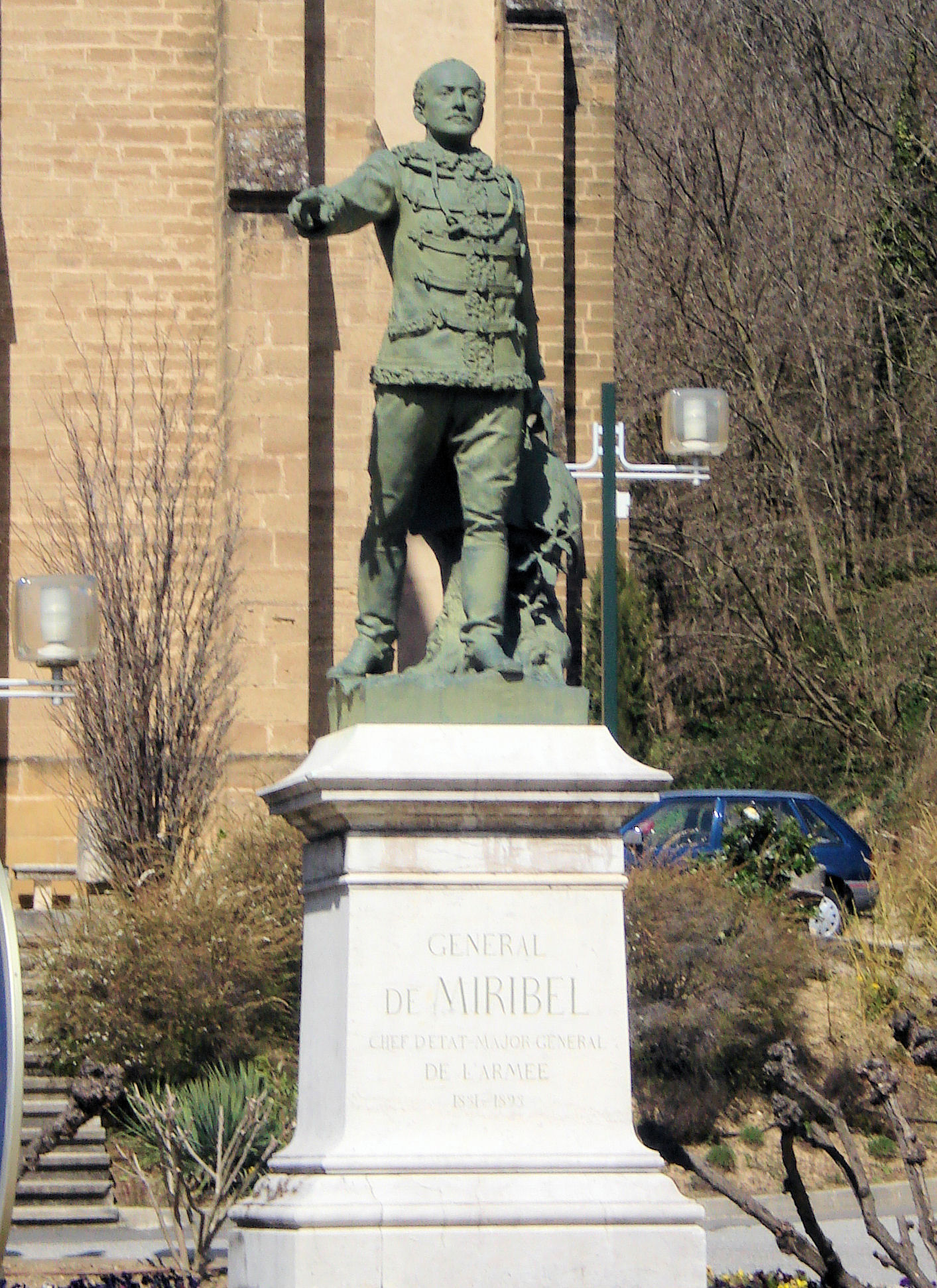
Statue du général de Miribel située devant l'église.

- Henri de Chastelard de Salières (1602-1680) né Henri de Chastelard à Hauterives, appelé le marquis de Salières, est un militaire ; colonel commandant du régiment de Carignan-Salières en Nouvelle-France.
- Joseph Antoine Ferlay (1798-1874) est un homme politique français né à Hauterives ; maire de Valence puis préfet de la Drôme.
- André Lacroix (1824-1910), né à Hauterives, est un enseignant puis journaliste pour divers journaux locaux avant d'être nommé archiviste du département de la Drôme.
- Joseph de Miribel (1831-1893), chef d'État-Major des armées françaises, décédé à Hauterives dans le château du Châtelard.
- Ferdinand Cheval (1836-1924) plus connu sous le nom de « facteur Cheval » est un facteur français célèbre pour avoir passé 33 ans de sa vie à édifier à Hauterives le « Palais idéal ».
- Étienne Vassy (1905-1969), né à Hauterives, est un géophysicien reconnu comme le premier en France à avoir vu l'intérêt scientifique des fusées-sondes.

### Héraldique, logotype et devise
| Blason de Hauterives | Blason  | Parti: au 1er d'azur à trois fleurs de lis d'or (de France), au 2e d'or à la clef d'azur posée en barre, l'anneau en haut et le panneton vers le chef, et au chef d'azur. |
| Blason de Hauterives | Détails | Le statut officiel du blason reste à déterminer. |